# Santa Maria Maggiore

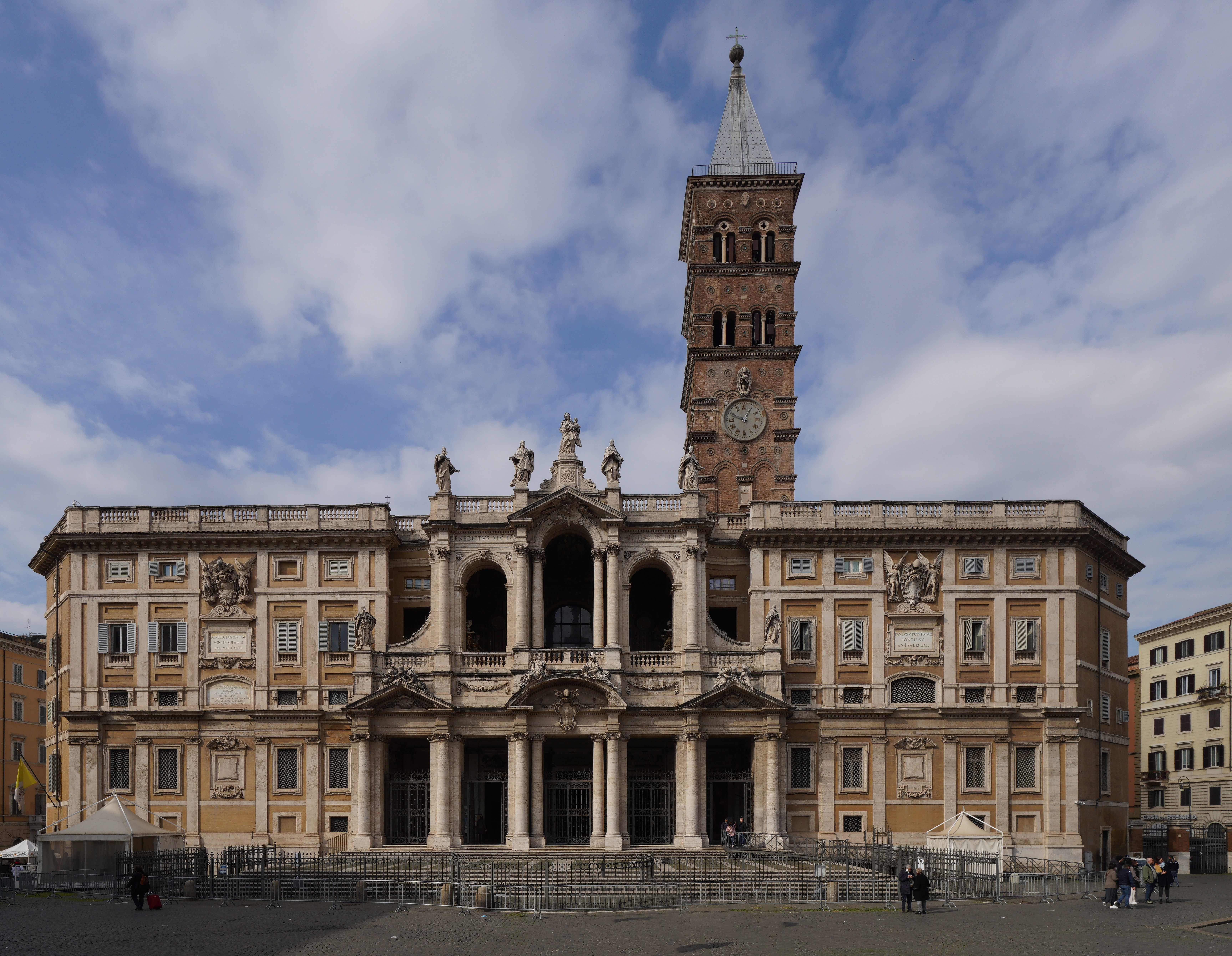
Hauptfassade der Basilika von Osten (2022)

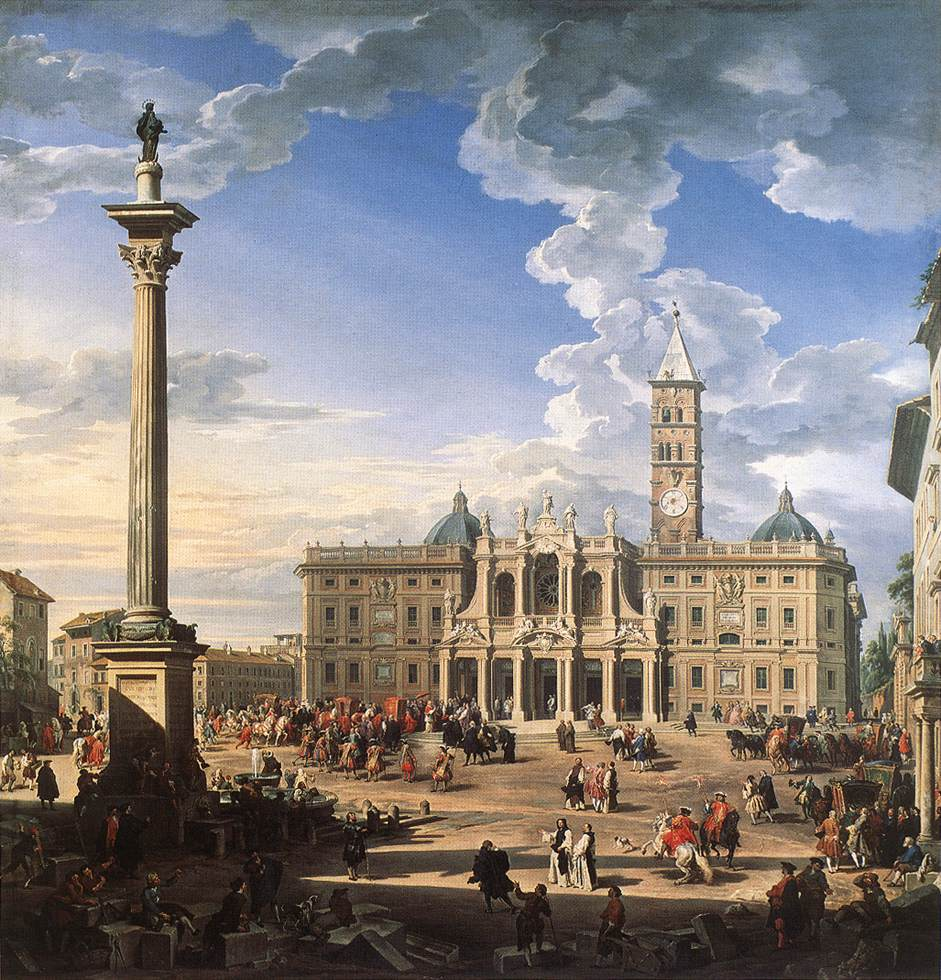
Giovanni Paolo Pannini: Santa Maria Maggiore und die Mariensäule, Gemälde um 1745

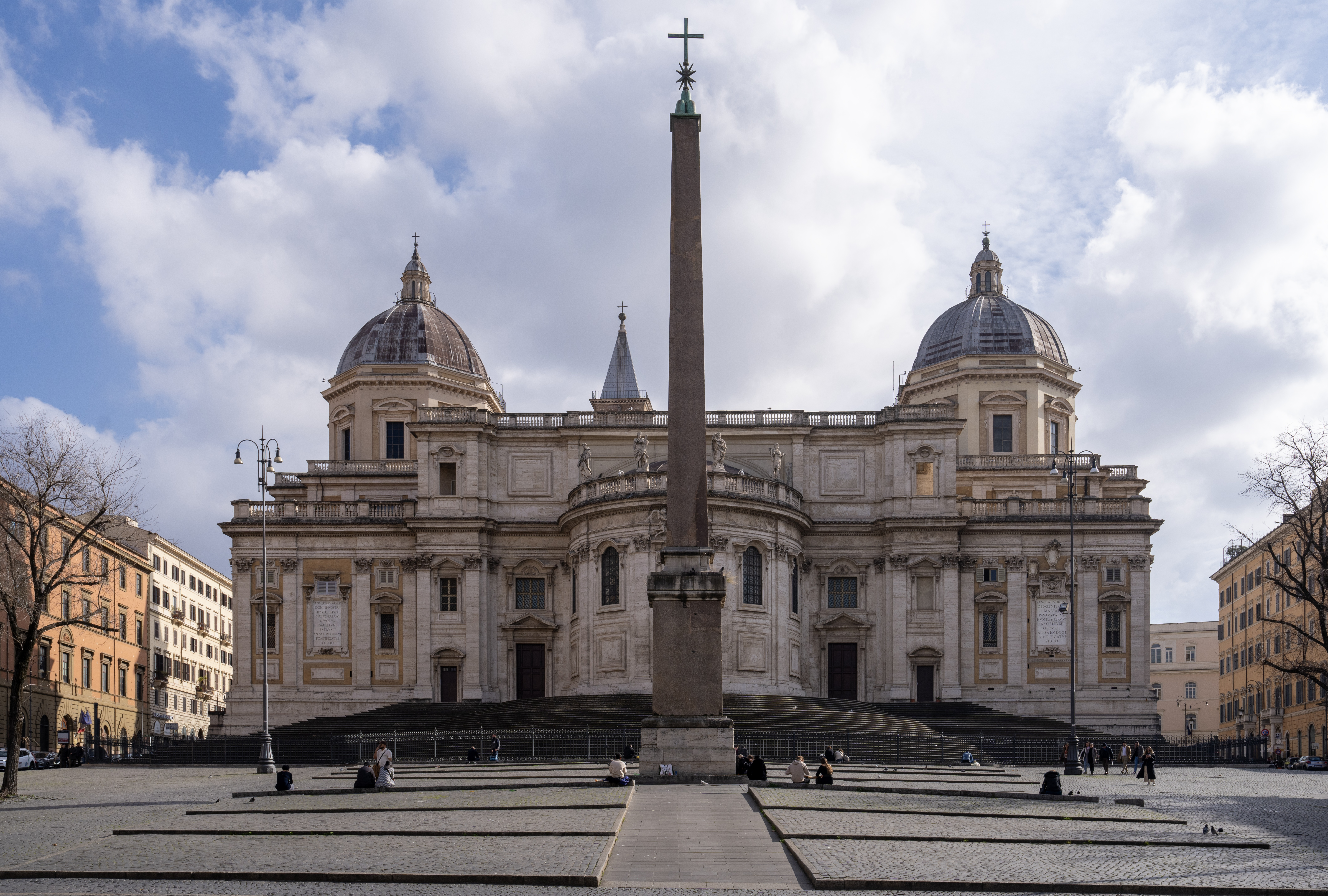
Außenansicht der Apsis mit dem Obelisco Esquilino (2024)

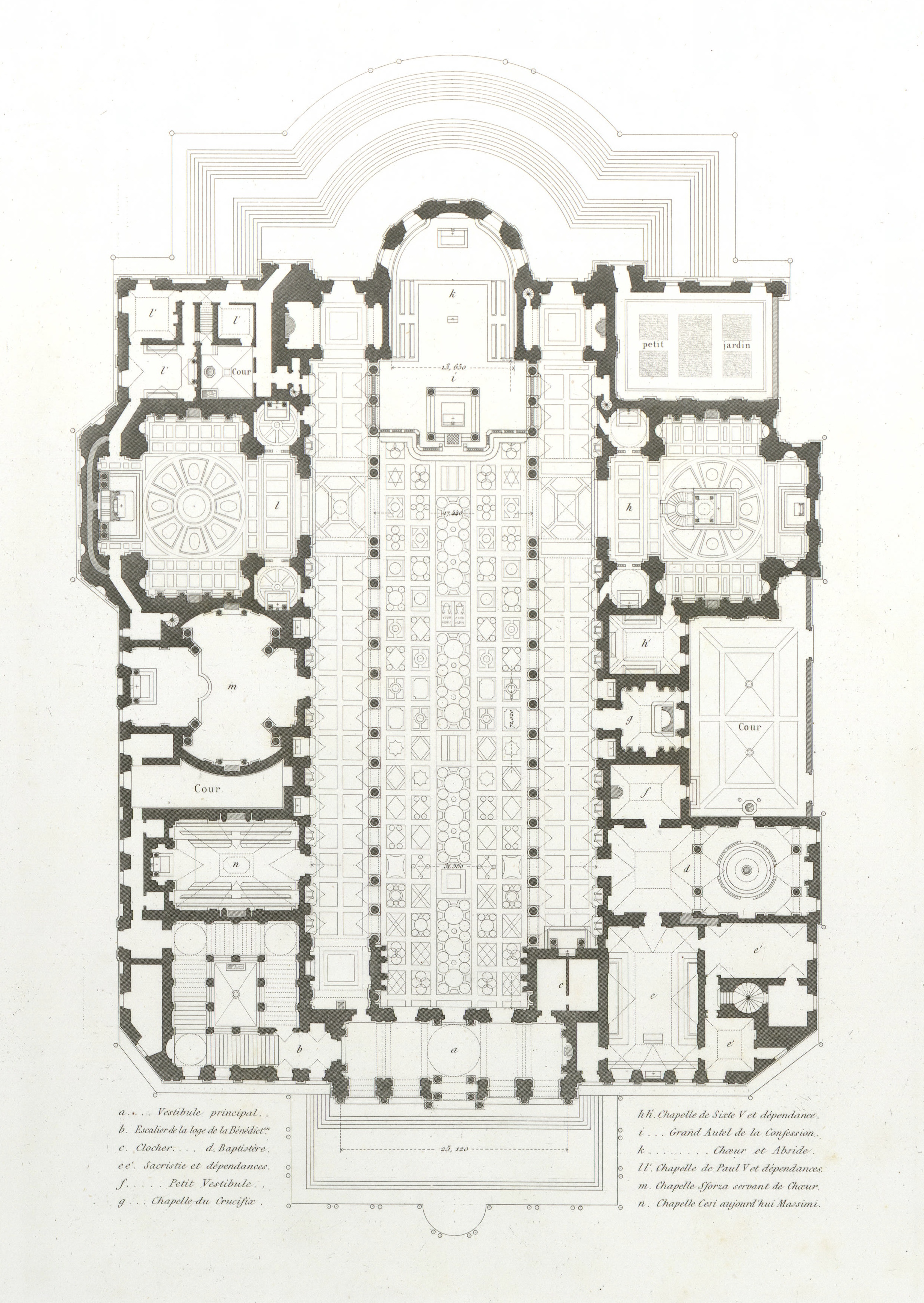
Basilika Santa Maria Maggiore (Rom), Grundriss

Santa Maria Maggiore (lateinisch Basilica Sanctae Mariae Maioris, deutsch Groß-Sankt-Marien), auch Santa Maria della Neve („Unsere Liebe Frau vom Schnee“), Santa Maria ad praesepe („die hl. Maria an der Krippe“) oder Basilica Liberiana ist eine der vier Papstbasiliken Roms im Rang einer Basilica maior und eine der sieben Pilgerkirchen. Sie befindet sich im exterritorialen Besitz des Heiligen Stuhls und liegt im Stadtzentrum Roms unweit des Bahnhofs Roma Termini. Erzpriester ist seit Juli 2025 Rolandas Kardinal Makrickas.

## Geschichte

### Basilica Liberii

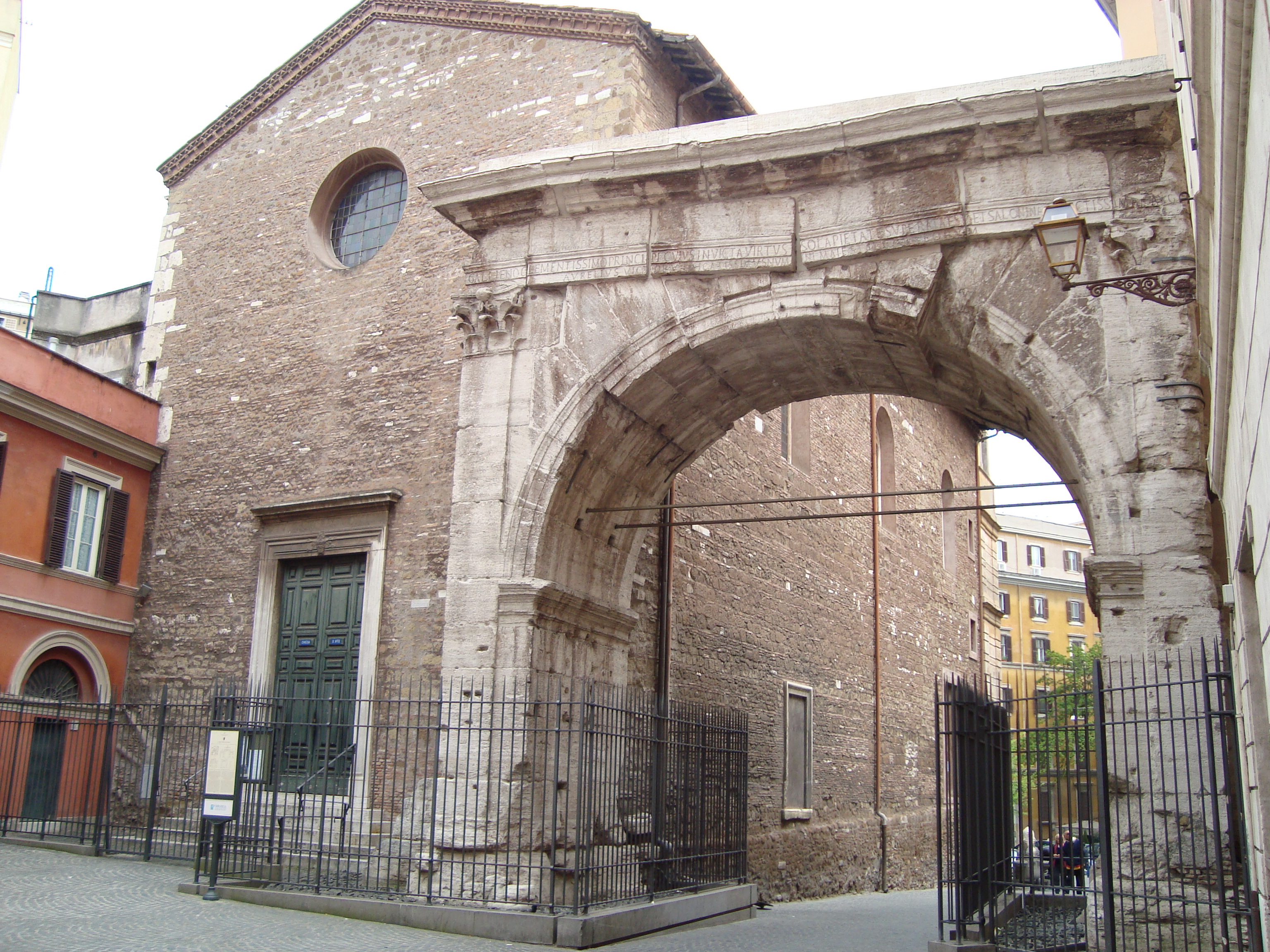
Gallienus-Bogen (Porta Esquilina) und Apsis der Kirche SS. Vito e Modesto in der Via di S. Vito (2009)

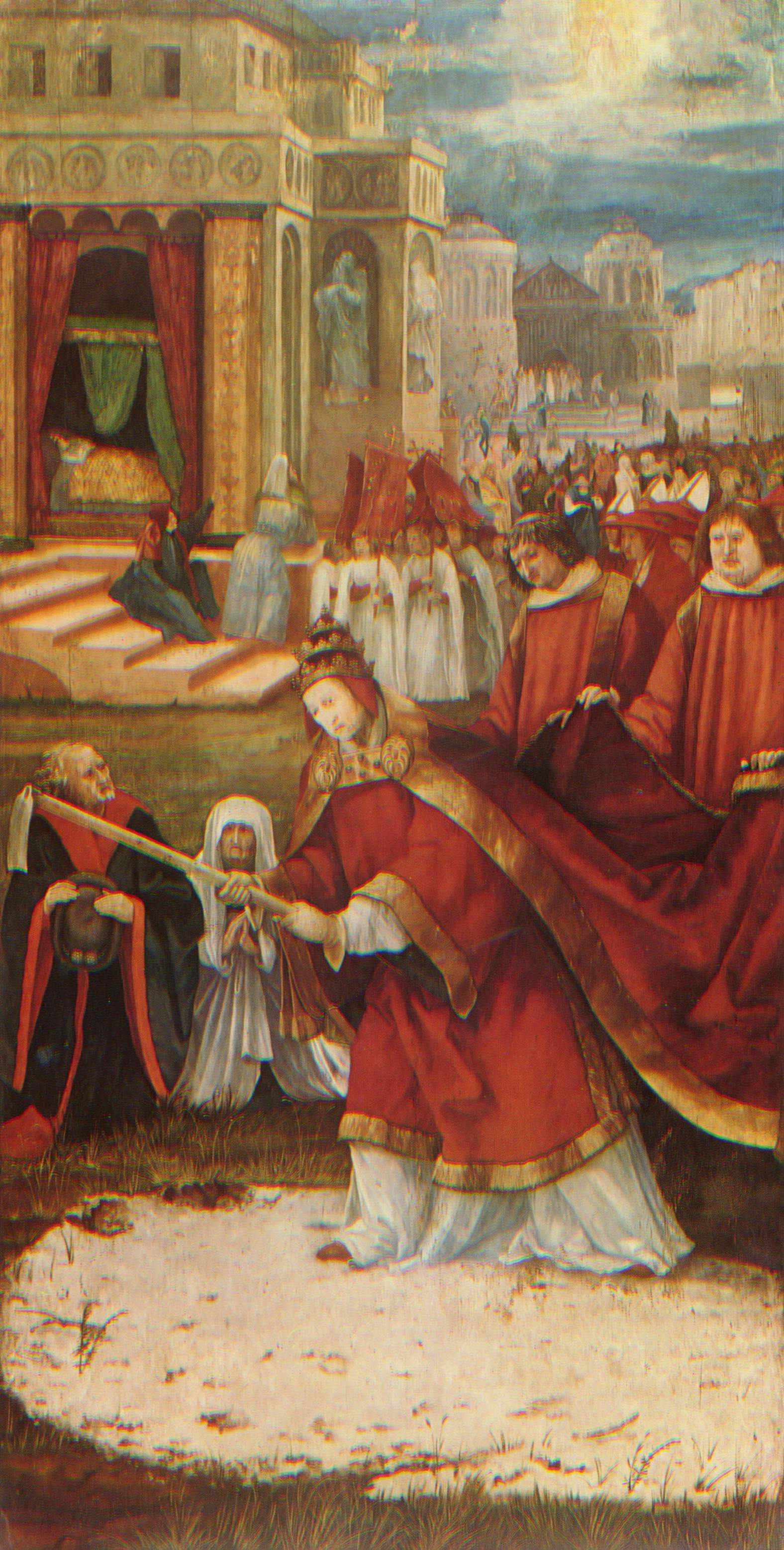
Mathis Gothart Nithart genannt Grünewald: Gründung der Basilica Liberii, Altartafel von 1517 im Augustinermuseum Freiburg

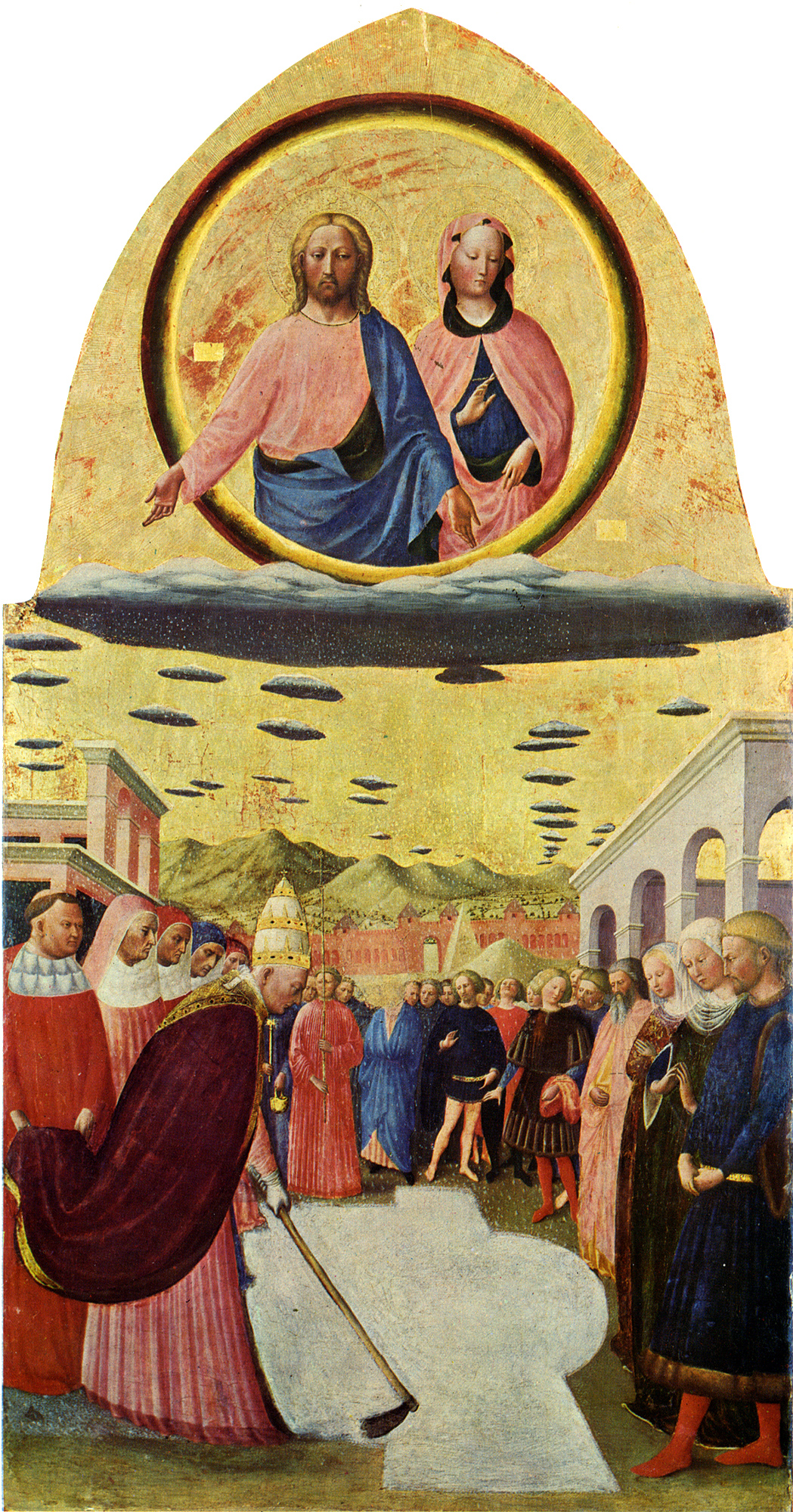
Masolino da Panicale: Gründung der Basilica Liberii, um 1428

Die Basilica Santa Maria Maggiore wurde unter Papst Coelestin I. (422–432) auf dem Esquilin errichtet. Sie soll einen etwa 100 Jahre älteren Vorgängerbau mit der Bezeichnung Basilica Liberii (oder Basilica Liberiana) gehabt haben. Dieser war nach 352 auf Geheiß des Papstes Liberius (352–366) entstanden. Die archäologischen Untersuchungen der jüngsten Zeit haben aber keine Spuren eines älteren Kirchenbaus unter der Basilica Santa Maria Maggiore erbracht. Außerdem ergibt sich aus den historischen Quellen, dass Papst Liberius „eine Basilika mit seinem Namen nahe bei dem Markt der Livia“ (hic fecit basilicam nomini suo iuxta macellum Liviae) erbaut hat. Dieser Standort liegt wenige hundert Meter südöstlich der Basilica Santa Maria Maggiore, zwischen der Via Merulana und dem antiken Gallienusbogen in der Via di San Vito, etwas nördlich der heutigen Kirche Santi Vito, Modesto e Crescentia als Nachfolgebau der mittelalterlichen Kirche S. Vitus in macello (Liviae). Die recht genaue Lokalisierung und die negativen Grabungsergebnisse unter der Marienbasilika schließen aus, dass die Basilica Liberii der Vorgängerbau der Basilica Santa Maria Maggiore war. Eine insoweit anders lautende Nachricht aus dem 6. Jahrhundert ist hinsichtlich der Ortsangabe nicht glaubwürdig; sinngemäß richtig wäre diese Nachricht allerdings, wenn damit ausgedrückt werden sollte, dass die Marienbasilika die Basilica Liberii von 352 „dem zeitgemäßen Anspruch entsprechend in Liturgie und Funktion ersetzen“ sollte, nachdem letztere bei der Plünderung Roms (410) in Flammen aufgegangen war.
Bei der Basilica Liberii als einer päpstlichen Stiftung muss es sich um einen repräsentativen basilikalen Kirchenbau gehandelt haben, der auch in der Geschichte der frühchristlichen Gemeinde Roms eine wichtige Rolle gespielt hat. Nach neueren Forschungen wird die Basilica Liberii als mit der Basilica Sicinini identisch angesehen; die erste Bezeichnung soll auf den Kirchengründer Papst Liberius, die zweite auf die Stadtgegend Sicinium auf dem Mons Cispius am Anfang der Via Merulana zurückzuführen sein. Die Basilika Liberii war nach der Wahl von Damasus I. zum Bischof von Rom im Jahr 366 auch Schauplatz der Straßenkämpfe zwischen den Anhängern von Damasus und den Anhängern des etwa zeitgleich gewählten Diakons Ursinus (oder Ursicinus), bekannt aus dem Libellus precum.
Um den Weihetag der Basilica Santa Maria Maggiore am 5. August 434 rankt sich eine Legende, die allerdings nicht auf dieses Gründungsdatum, sondern auf den 5. August 352 (oder 358) bezogen ist. Danach soll die Gottesmutter in der Nacht auf den 5. August 358 dem römischen Patrizier Johannes und seiner Frau erschienen sein und versprochen haben, dass ihr Wunsch nach einem Sohn in Erfüllung gehe, wenn ihr zu Ehren eine Kirche an der Stelle errichtet werde, wo am nächsten Morgen Schnee liege. Das Ehepaar begab sich daraufhin zu Papst Liberius, der, wie man erfuhr, denselben Traum gehabt hatte. Am Morgen des 5. August sei dann die höchste Erhebung des Esquilinhügels von Schnee weiß gefärbt gewesen. Deshalb führt die Marienkirche bis heute auch die Bezeichnung Santa Maria ad Nives („Unsere Liebe Frau vom Schnee“). Ein Gemälde von Masolino da Panicale, ursprünglich Teil des Polyptychons Pala Colonna, zeigt die Grundsteinlegung der Kirche mit dem Papst vor der schneebedeckten Fläche; diese Bilderfolge wurde nach Entfernung aus der Kirche zerteilt; das genannte Gemälde befindet sich heute im Museo di Capodimonte in Neapel. Auch Matthias Grünewald stellte 1517 auf einer Altartafel das sogenannte Schneewunder dar; das Bild befindet sich mittlerweile im Augustinermuseum in Freiburg.
Papst Liberius setzte im Jahr 354 den Termin zur Feier des Weihnachtsfestes auf den 25. Dezember fest. Er wurde 366 in den Priscilla-Katakomben an der Via Salaria beigesetzt. Er gilt als der einzige der frühen Bischöfe von Rom, der nicht als Heiliger verehrt worden ist. Im Liber Pontificalis ist diesem Papst ein eigenes Kapitel gewidmet.

### Basilica Santa Maria Maggiore
Die heutige Basilika ist die bedeutendste der über vierzig Marienkirchen Roms; sie wird deshalb Maria Maggiore genannt. Nach neuesten Forschungen wurde sie schon unter dem Vorgänger von Papst Sixtus III., nämlich von Papst Coelestin I. (422–432) errichtet. Geweiht wurde sie von Papst Sixtus III. am 5. August 434 als Ecclesia Sanctae Mariae. Die Päpste des beginnenden 5. Jahrhunderts sahen sich vor die Aufgabe gestellt, der ehemals heidnischen Weltmetropole Rom ein christliches Antlitz zu geben. Die Ewige Stadt war seinerzeit durch ihre weltberühmten heidnischen Bauten geprägt, vor allem am Forum Romanum. Nun hatten in der Nachfolge der römischen Kaiser und des römischen Senats die Päpste die alleinige Befugnis und Macht, das Stadtbild zu verändern. Diese Planungen begannen bereits unter Papst Coelestin I. in den zwanziger Jahren des 5. Jahrhunderts. Die prächtige Basilika auf der höchsten Erhebung des Esquilin sollte das Antlitz des christlichen Roms als Mittelpunkt der Kirche und als Zentrum des Imperiums Romanum entscheidend prägen.
Santa Maria Maggiore gilt als die erste dem Patronat der Jungfrau Maria unterstellte Kirche im Westen und ist auch die älteste Marienkirche Roms. Die Basilika Santa Maria in Trastevere war zwar bereits in der Mitte des 4. Jahrhunderts gegründet worden, als Titulus sancti Iulii et Callixti, wurde aber frühestens um 587 der hl. Maria als Titulus sanctae Mariae gewidmet. Die Kirche Santa Maria Antiqua, vorher ein byzantinisch-kaiserliches Amtsgebäude wurde vor 579 dem Patrozinium Mariens unterstellt; das spätantike Pantheon wurde 607 als Sancta Maria ad Martyres geweiht.
Santa Maria Maggiore ist auch die erste frühchristliche Basilika, die nicht mehr vom Kaiser oder der kaiserlichen Familie, sondern vom römischen Bischof als Votivkirche in Auftrag gegeben wurde. Außerdem übertrifft sie durch ihre Größe (79 m Länge, 35 m Breite und 18 m Höhe) die meisten Titelkirchen dieser Zeit. Die besondere Bedeutung dieser Basilika hob Hugo Brandenburg hervor. Allerdings ist die marianische Ausrichtung der Stationsgottesdienste für die Spätantike nicht belegt.

## Architektur

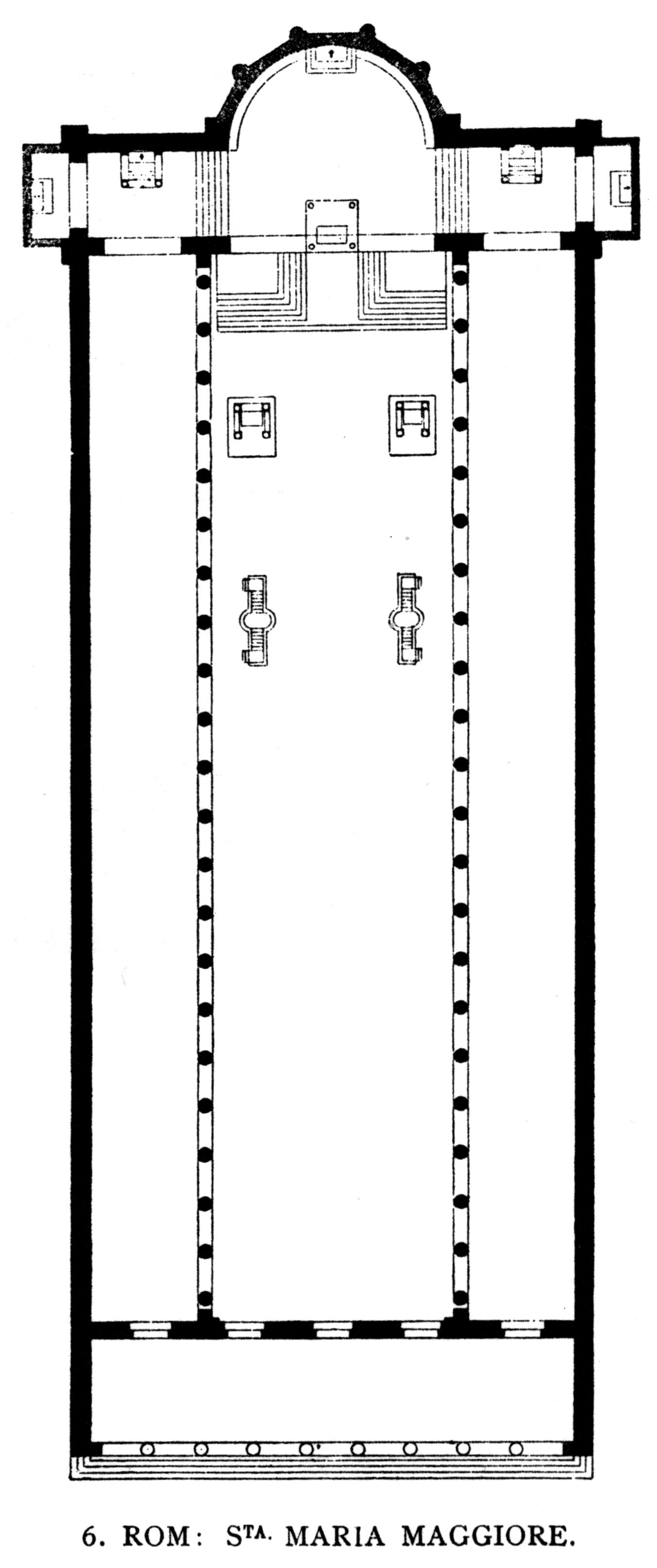
Rekonstruierter Grundriss des Zustandes um 1300, nach den Erweiterungen unter Nikolaus IV.

Der Neubau des 5. Jahrhunderts gründete teilweise auf den Fundamenten spätrömischer Vorgängerbauten. Es war eine dreischiffige Basilika ohne Querhaus, mit einer nach Nordwesten ausgerichteten großen Apsis, einem offenen Dachstuhl im Mittelschiff und in den Seitenschiffen sowie mit Narthex und Vorhalle. Im Mittelschiff trugen je zwanzig Marmorsäulen mit ionischen Kapitellen einen Architrav. Nach lokaler Überlieferung stammen die Säulen vom Tempel der Juno auf dem Aventin.
Von den großen Rundbogenfenstern über jeder Interkolumnie, also dem Raum zwischen zwei Säulen, wurde im 8. Jahrhundert die Hälfte zugemauert. Nach dem Liber Pontificalis soll Papst Sixtus III. auch ein Baptisterium gestiftet haben. Unter Papst Eugen III. (1145–1153) wurde vor der Kirchenfassade eine neue Vorhalle errichtet, außerdem im Langhaus ein Marmorfußboden verlegt. Papst Nikolaus IV. (1288–1292) ließ die alte Apsis abtragen, um an dieser Stelle ein Querhaus errichten zu können; das ursprüngliche Apsismosaik wurde durch das heute sichtbare Mosaik von Jacopo Torriti in der angebauten neuen Apsis ersetzt. In der Zeit von 1294 bis 1308 entstanden die Mosaiken von Filippo Rusuti an der östlichen Kirchenfassade. 1377 wurde der Campanile unter Verwendung alter Bauteile errichtet; es ist der letzte und mit 75 m höchste aller romanischen Türme Roms.
In den Jahren 1584–1590 wurde die von Sixtus V. gestiftete und von Domenico Fontana entworfene Cappella Sistina an das Querschiff angefügt. Im Jahr 1613 folgte die von Papst Paul V. (Borghese) gestiftete Cappella Paolina des Architekten Flaminio Ponzio. Beide lassen das Querschiff deutlicher erscheinen. Von außen ist dies jedoch nicht zu erkennen, da der Kirchenbau durch die anderen Anbauten wie das Baptisterium (1605), die Cappella Sforza (1564–1573) und die Cappella Cesi (um 1550) heute wie ein einheitlicher Block erscheint.
Vor der im Westen gelegenen Chorpartie ließ Papst Sixtus V. 1587 den Obelisken vom Augustusmausoleum (Obelisco Esquilino) wieder aufstellen. In den Jahren von 1673 bis 1687 hat Carlo Rainaldi die Westpartie der Basilika als Tribunafassade neu gestaltet; die um 1290 versetzte Apsis wurde ummantelt und erhielt eine Treppenkaskade von 30 Stufen.
Die Hauptfassade im Osten erhielt von Ferdinando Fuga im Auftrag von Papst Benedikt XIV. ab 1741 eine neue Gestalt: der Ostfassade mit den Mosaiken des 13./14. Jahrhunderts wurde ein spätbarocker Portikus mit fünf Eingängen hinzugefügt, darüber eine sich in drei Rundbögen öffnende Loggia mit einer Benediktionsloggia in der Mitte.
Auf dem großen Platz vor der Kirche, wo sich vermutlich das Atrium des 5. Jahrhunderts befunden hatte, steht eine monumentale Mariensäule, die Colonna della pace. Sie wurde 1614 im Auftrag von Papst Paul V. durch Carlo Maderno errichtet als Dank für das Ende einer Pestepidemie. Die etwa 14 m hohe kannelierte Marmorsäule mit korinthischem Kapitell (um 313) stammt aus der Maxentiusbasilika am Forum Romanum und ist die einzige noch erhaltene der ursprünglich acht Cipollinosäulen. Die Bronzestatue der Madonna hat Guillaume Berthélot (1580–1648) geschaffen. Auf dem Sockel stehen Adler und Drache, die Wappentiere der Papstfamilie Borghese. Zusammen mit Sockel und Statue erreicht die Mariensäule eine Höhe von 42 m. Sie wurde in der Folgezeit Vorbild für zahlreiche Mariensäulen, u. a. in München (1638), Wien (1646), Freising (1674), Konstanz (1683) und Freiburg im Breisgau (1719).

## Ausstattung

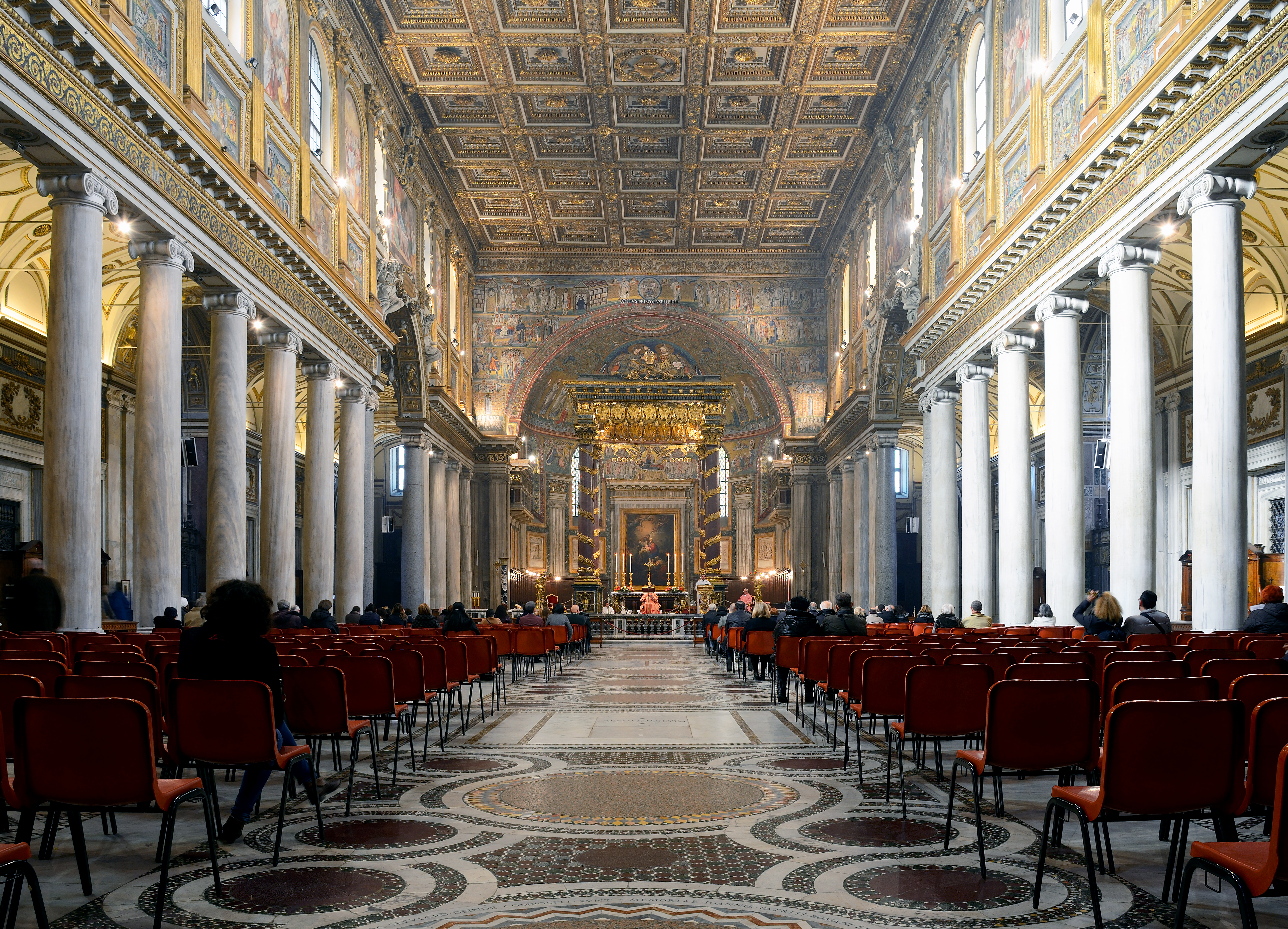
Innenraum der Basilika (2015)

### Gebäudeelemente
Von den um 432 entstandenen frühchristlichen Mosaiken in der ursprünglichen Apsis und am Triumphbogen (dem früheren Apsisbogen) sowie an den Längswänden des Mittelschiffs sind nur die Mosaikbilder am Triumphbogen und im Mittelschiff erhalten geblieben. Das Eingangsmosaik mit dem Titulus und das Apsismosaik sind nicht mehr vorhanden. Es ist wohl eher mit einem Christusbild als mit einem Marienbild in der frühchristlichen Apsis zu rechnen, weil ein autonomes Marienbild in Rom erst im 9. Jahrhundert (S. Maria in Domnica) anzutreffen ist und die frühchristliche Rahmung der Apsis (Christogramm mit Alpha und Omega) auf ein Christusbild hinweist (Steigerwald ebd. 158–160). Auch das Spruchband: Tu es Christus Filius Dei Vivi (Mt 16, 16) = Du bist Christus, der Sohn des lebendigen Gottes, das Torriti dem Petrus im neuen Apsismosaik in die Hand gegeben hat, scheint auf das Thema des frühchristlichen Triumphbogenmosaikzyklus, der Demonstration der Gottheit Christi, hinzuweisen.
Jacopo Torriti schuf das Apsismosaik um 1296. Es zeigt die Krönung Mariens im Himmel. Die Gottesmutter sitzt zur Rechten ihres Sohnes auf einer goldenen, prächtig dekorierten und rotgrundig gepolsterten Thronbank. Die Figuren sind einander leicht zugewandt und richten gleichzeitig ihren Blick auf den Betrachter der Szene. Die Gesichter von Mutter und Sohn sind vom Künstler auffällig ähnlich gestaltet. Beider Fußpaare ruhen auf blau gepolsterten Fußbänken, die ihrerseits auf einer rotfarbenen Schwelle stehen. Darunter schweben vor dem blau angedeuteten Firmament die Sterne, der Mond sowie die Sonne. Oberhalb der nimbierten und in plastisch durchgeformten, antikisierenden Gewändern gekleideten Gestalten Jesu Christi und seiner Mutter erscheinen wiederum Sterne vor dem Firmament in der Form einer dunkelblauen Aureole. Die blaue Aureole enthält 89 achtstrahlige Sterne. Die Zahlensymbolik 8 und 9 weist dabei auf den 8. September, das Fest der Geburt Mariens hin. Die Aureole ist von einem grünlichen, ebenfalls sternenbelegten Saum umgeben.
Christus hält in seiner Linken ein geöffnetes Buch mit den Eingangsworten der Antiphon Veni electa mea: VENI ELECTA MEA ET PONAM IN TE THRONUM MEUM [quia concupivit Rex speciem tuam] („Komm, meine Erwählte, und ich will dich auf meinen Thron setzen [denn der König verlangt nach deiner Schönheit]“) aus Ps 45,11-12 . Mit seiner Rechten hat Christus bereits eine juwelengeschmückte, goldene Krone auf das Haupt Mariens gesetzt und hält sie noch fest. Mit erhobenen Händen scheint Maria auf Jesu Handeln ehrfürchtig zu antworten, indem sie den Betrachter auf Jesus hinweist. Der Text am unteren Saum der Apsis erläutert die himmlische Krönungsszene: MARIA VIRGO ASSUMPTA EST AD ETHERNUM THALAMUM IN QUO REX REGUM STELLATO SEDET SOLIO („Die Jungfrau Maria ist in das himmlische Ruhegemach aufgenommen, in dem der König der Könige auf seinem sternenbesetzten Thron sitzt“).
Christus und Maria sind von zwei Engelschören umgeben. Seitwärts nähern sich mit erhobenen Händen die hll. Petrus, Paulus und Franziskus von links sowie die hll. Johannes der Täufer, Johannes Evangelista und Antonius von Padua von rechts. Vor ihnen knien als kleine Gestalten die Stifter Papst Nikolaus IV. und Kardinal Jacopo Colonna. In dem Register darunter hat der Künstler zwischen den vier Fenstern der Apsis fünf Szenen aus dem Marienleben dargestellt: Verkündigung und Geburt des Herrn, Entschlafung Mariens, Anbetung der drei Weisen und Darbringung im Tempel (von links). Entgegen der Chronologie nimmt hier die Entschlafung Mariens wegen der darüber befindlichen Krönung im Himmel die Mitte ein. In der Apsis befindet sich außerdem ein Ölgemälde mit der Geburt Jesu Christi von Francesco Mancini (um 1750).
Der Baldachin über dem Papstaltar von Ferdinando Fuga ist mit seinen Kompositen Porphyrsäulen wahrscheinlich vom Ziborium Gian Lorenzo Berninis im Petersdom inspiriert worden. Darunter befindet sich die Confessio.
Das Innere wird vom Fußboden mit Marmoreinlegearbeit im Kosmatenstil aus der Zeit von Papst Eugen III. (1145–1153) geprägt. Über den Mosaiken des Mittelschiffs wurden um 1593 zwischen den Fenstern Fresken mit Stationen aus dem Leben Jesu und Mariens hinzugefügt. Die Kassettendecke wurde im Auftrag von Papst Alexander VI. durch Giuliano da Sangallo und seinen Bruder Antonio 1493 bis 1498 ausgeführt. Möglicherweise stammt der ursprüngliche Entwurf von Leon Battista Alberti, den dieser im Auftrag von Papst Kalixt III. gefertigt hat. Die Wappen beider Päpste sind an der Decke abgebildet. Der Überlieferung zufolge wurde die Decke mit dem ersten Gold bedeckt, das die Spanier aus Amerika brachten und das Königin Isabella von Kastilien dem Papst stiftete. In der Vorhalle befindet sich links die Heilige Pforte.

### Frühchristlicher Mosaikschmuck

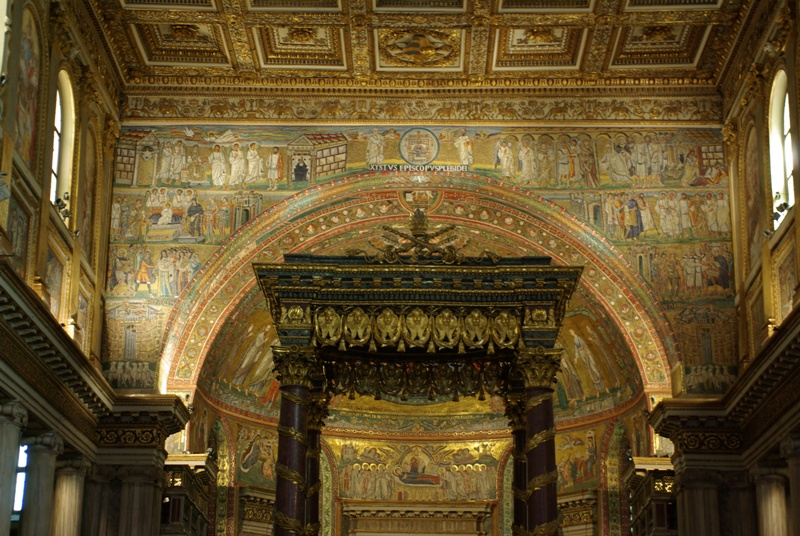
Triumphbogen Mosaikzyklus (2007)

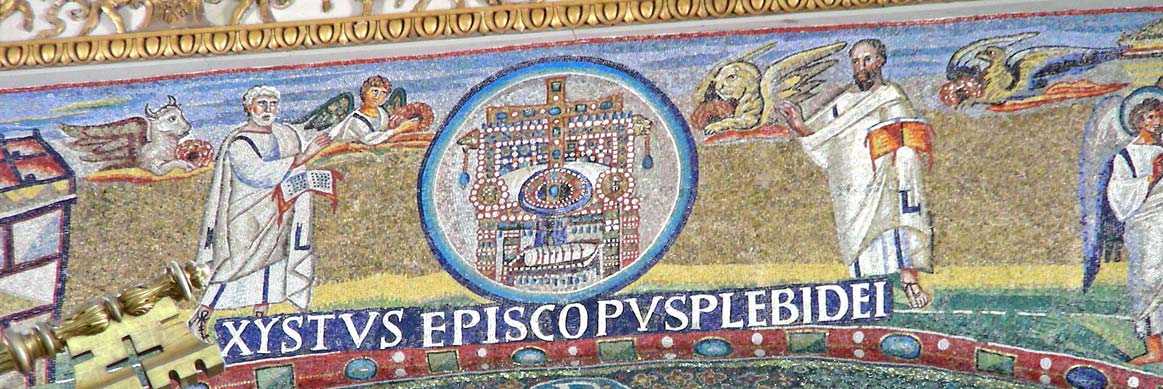
Inschrift des Papstes Sixtus III. auf dem Triumphbogen

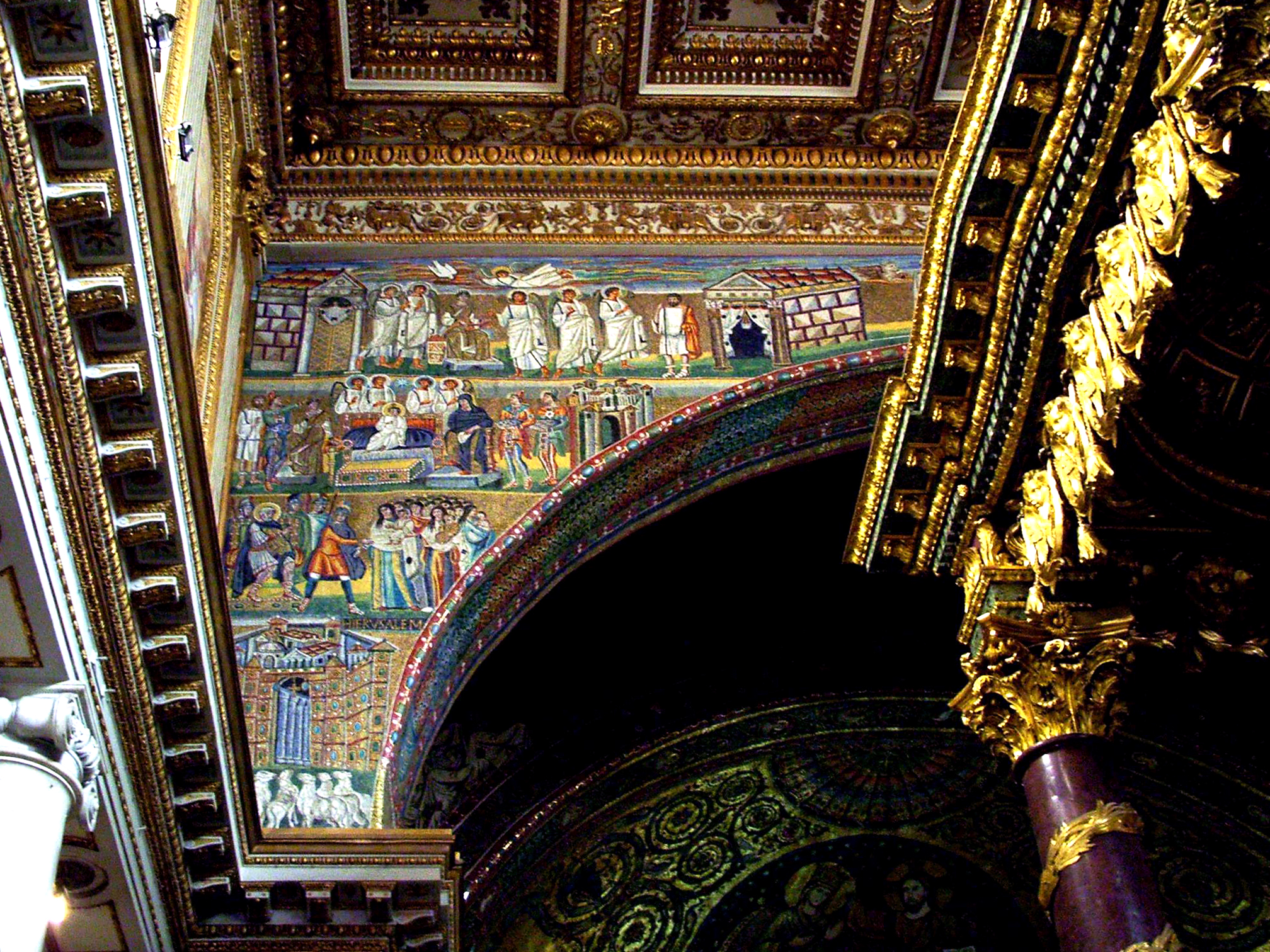
Linke Seite des Triumphbogens

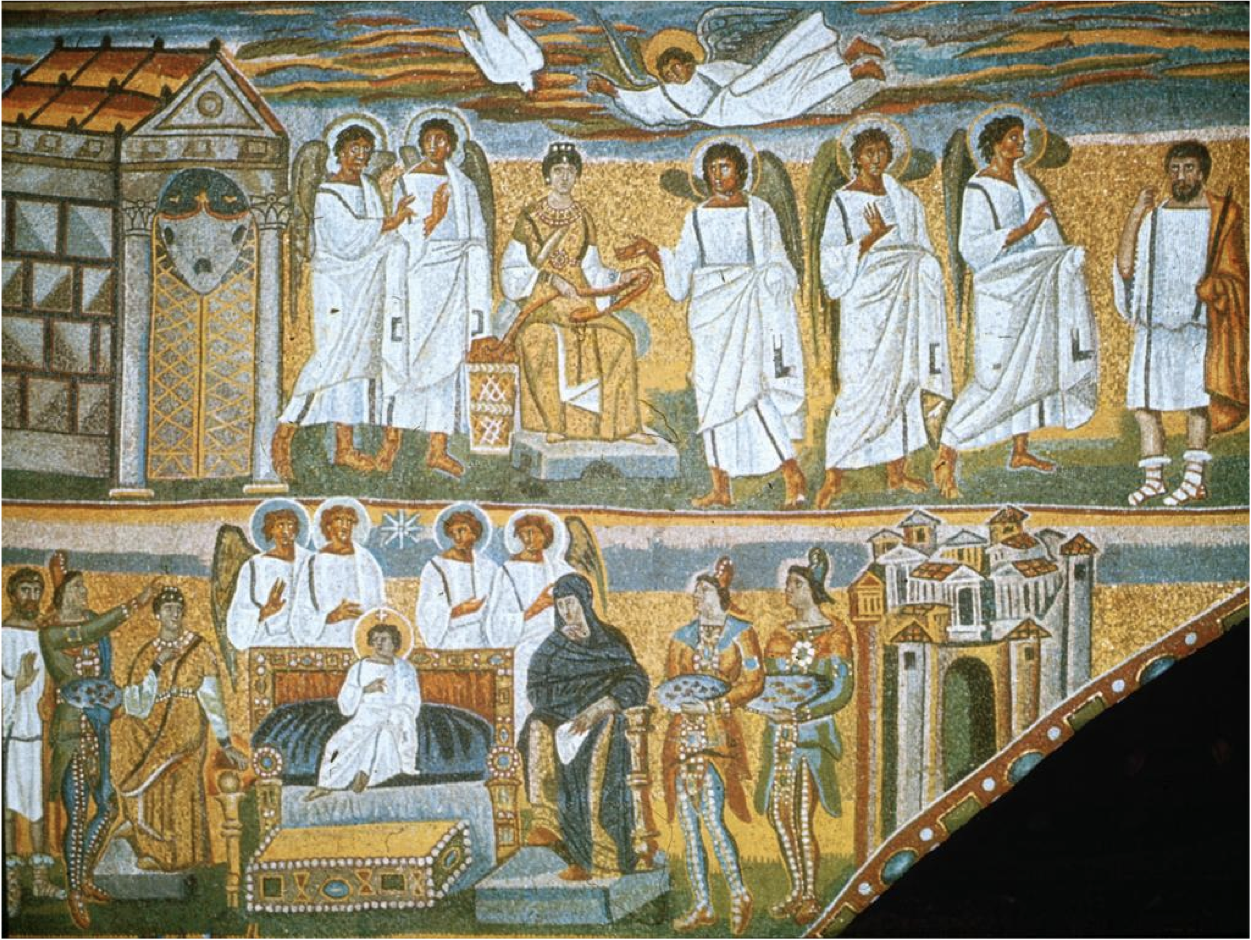
Verkündigung an Maria und Josef (oben) und die Huldigung der Magier (unten)

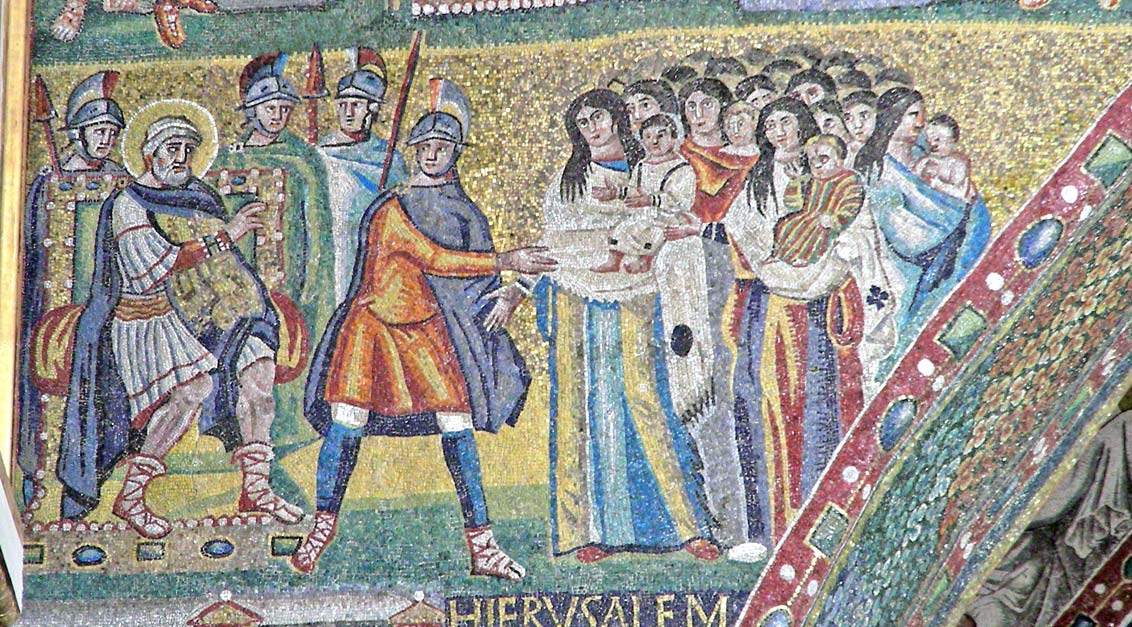
Befehl zum Kindermord in Bethlehem

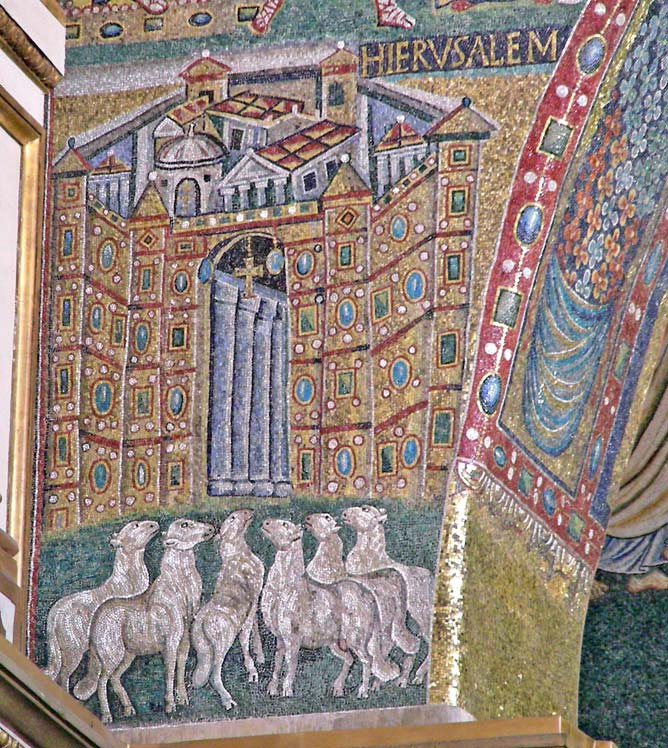
Die Stadt Jerusalem mit sechs Schafen

#### Erhaltungszustand
Der Mosaikschmuck ist der einzige, fast vollständig erhaltene einer frühchristlichen Kirche des 4. und 5. Jahrhunderts. Er ist einzigartig, weil er wie bei den anderen spätantiken Sakralbauten nicht nur die Apsis und die Apsisstirnwand (Triumphbogen) schmückte, sondern auch die beiden Wände des Kirchenschiffs und die Innenseite der Eingangswand. Der Titulus am Apsis- und Eingangswandmosaik ist nicht mehr zu sehen. Diese Weiheinschrift ging bei den Umbaumaßnahmen von 1593 verloren; der Wortlaut ist aber überliefert.

#### Bildprogramm
Die Mosaiken illustrieren biblische Themen: diejenigen des Triumphbogens neutestamentliche, die Schiffsmosaiken alttestamentliche. Die Schiffsmosaiken sind linear verfasst.
Der Triumphbogenmosaikzyklus ist in vier übereinanderliegende Streifen gegliedert und widmet sich Jesus Christus vor allem mit dem Thema seiner Gottheit, hier in den Stationen seiner Kindheit, beginnend links oben bei seiner Empfängnis mit der Verkündigung an Maria und Josef. Gegenüber folgen die Darstellung Jesu im Tempel und die Aufforderung Josefs zur Flucht nach Ägypten, im nächsten Streifen die Huldigung der Magier und die Begegnung von Kaiser Augustus und Vergil mit dem Jesuskind (früher Aphrodisiusszene), im dritten Streifen der Befehl zum Kindermord in Bethlehem und auf der anderen Seite die Audienz der Magier und der Hohenpriester bei Herodes. Dem Ganzen dienen als Basis im untersten Streifen die Stadt Jerusalem als Ort der Kreuzigung und der Auferstehung Christi und gegenüber die Stadt Bethlehem als Christi Geburtsort. Gekrönt wird die Darstellung von Stationen des Lebens Jesu durch das Scheitelmosaik mit der Erhöhung des Gekreuzigten und Auferstandenen (im Symbol des Gemmenkreuzes) auf den himmlischen Thron.
Die Schiffsmosaiken haben dagegen das Volk Gottes zum Thema, dessen Anfang in der Berufung Abrahams, seine Weiterentwicklung unter Isaak und Jakob und seine Volkwerdung unter dem Gesetzgeber Mose mit der Befreiung aus Ägypten und der Führung ins Gelobte Land unter Josua.
Ihre Reihenfolge beginnt auf der linken Seite vorn mit Bildern von Abraham, Isaak und Jakob und setzt sich fort auf der rechten Seite fort mit Bildberichten über Mose und Josua. Die wichtigsten Szenen der noch erhaltenen 30 Bilder (von ursprünglich 42) sind:
Linke Seite: Das Opfer des Melchisedek bei der Begegnung mit Abraham, Abraham und die drei Männer, Abrahams Trennung von Lot, Isaak segnet Jakob, Jakobs Aufnahme bei Laban, Jakobs Werbung um Rachel, Jakobs Hochzeit mit Rachel, Jakobs Verhandlungen mit Laban und Teilung der Herden, Jakobs List mit den Stäben und Gott, der die Heimkehr befiehlt, Jakobs Begegnung mit Esau, Sichem und Hemor werben um Dina, Sichem und Hemor verhandeln mit Jakob und Dinas Brüdern.
Rechte Seite: Rückgabe des kleinen Mose an die Tochter Pharaos, Mose disputiert mit ägyptischen Weisen, Hochzeit und Berufung des Mose, Mose und Aaron vor dem Pharao, Mose erklärt das Passahmahl, Mose befiehlt das Schlachten der Lämmer, Durchzug durch das Rote Meer, Mose spricht mit Gott, Verwandlung des bitteren Wassers, Amalekiterschlacht, Rückkehr der Kundschafter und vereitelte Steinigung des Mose, Tod des Mose und Priester mit Bundeslade, Bundeslade überquert den Jordan, Josua vor dem Engel, Einnahme Jerichos, Belagerung Gibeons und Josuas Gespräch mit Gott, Sieg Josuas über die Amoriter, Sonne und Mond stehen still über Gideon, Verurteilung der Amoriterkönige und Verteilung der Beute.

#### Stil
Der Stil der Mosaiken ist nicht einheitlich: Die Bilder des Triumphbogens sind von einem monumentalen Stil geprägt. Er zeigt sich in großen, feierlichen zeremoniellen Figuren, die in ruhigen, repräsentativ wirkenden Gruppen zusammengefasst sind. Er setzt sich in den ersten Mosaiken auf beiden Wänden des Kirchenschiffs fort. Einen starken Gegensatz dazu bildet der Stil der übrigen Mosaiken des Kirchenschiffs: Hier sind die Figuren kleiner bewegter, lebendiger inmitten einer reichen Landschaft zu sehen. Man spricht hier von einem erzählenden Stil.

#### Theologischer Hintergrund
Nach den neusten Forschungen findet sich im Titulus (Weihegedicht) der Basilika der Schlüssel zum Verständnis des Mosaikzyklus. Das Weihegedicht bezieht sich in seiner zentralen Aussage auf die Verurteilung der Christologie des Nestorius, des Patriarchen der Kaiserstadt Konstantinopel (428–431) durch die Synode von Rom am 10. August 430 unter Papst Coelestin I. Der Patriarch hatte bei der Auseinandersetzung um den Gottesmuttertitel für die Mutter Jesu fundamentale Zweifel an der Gottheit Jesu Christi geäußert und dadurch erhebliche Unruhe in der Kirche ausgelöst. Auf der deswegen einberufenen Synode weist Coelestin die Zweifel mit dem Hinweis auf die jungfräuliche Unversehrtheit Mariens bei der Geburt Jesu zurück. Diese ist für ihn ein sicheres Kriterium für die Erkenntnis der Gottheit Jesu. Der Titel Gottesmutter für Maria spielte im Unterschied zum morgenländischen Streit mit Nestorius bei dieser Kirchenversammlung keine bemerkenswerte Rolle. Sixtus III. hat diese Kirche auch nicht Maria der Gottesmutter, sondern der Jungfrau Maria gewidmet, weil ihre Jungfräulichkeit das entscheidende Kriterium für die Erkenntnis der Gottheit Jesu Christi ist. Daraus ergibt sich, dass der Mosaikzyklus im Kontext des Streits mit Nestorius über die Gottheit Christi zu lesen ist. Seine Thematik lässt sich so formulieren: Verkündigung der Gottheit Christi auf dem Hintergrund der Auseinandersetzung mit den diesbezüglichen Thesen des Nestorius. Dieses Thema wird am Triumphbogen in markanten Einzelheiten dargestellt und in den ersten Mosaiken des Kirchenschiffs weitergeführt, erkennbar an dem gemeinsamen monumentalen Stil. Das zeigt sich bereits an der spezifischen Formulierung der Verkündigung an Maria. Wie sonst in keinem Verkündigungsbild des 5. Jahrhunderts ist hier der Heilige Geist in der Gestalt einer Taube, die sich auf Maria herunterlässt, abgebildet. Die Taube ist aus der Jordanszene (Mk 1,9–11 ) übernommen, wo sie als Zeichen der Gottessohnschaft Jesu fungiert und weist so auf die Gottheit des Marienkindes hin. Nestorius hatte die Gottheit des Marienkindes bei der Empfängnis durch seine Mutter heftig infrage gestellt. Deswegen umsteht wohl auch noch eine Engelwache, ein göttliches Attribut des Sohnes Gottes, die mit dem Jesuskind schwangere Maria in diesem Verkündigungsbild. In der biblischen Erzählung von der Darstellung Jesu im Tempel gibt es keine Grundlage für das Auftreten der Tempelpriesterschaft mit den beiden Hohenpriestern und des Jesuskindes als Hoherpriester in diesem Mosaik, jedoch im Streit Kyrills von Alexandria († 444) mit Nestorius über die Gottheit des Hohenpriesters Christus. Entgegen der Ablehnung der Gottheit Christi durch Nestorius hebt dieses Mosaik das Jesuskind als Hohenpriester und Gott hervor. Für die Magierszene als nächstes Beispiel vertritt Beat Brenk die Ansicht, dass für das alleinige Thronen des göttlichen Kindes auf dem Thron der Magierszene das Aufsehen erregende Wort des Nestorius beim Konzil von Ephesos er könne einen zwei oder drei Monate alten Gott nicht anerkennen den Anlass gegeben haben könnte. Ein weiteres Thema in der Auseinandersetzung um die Gottheit Christi bietet das Scheitelmosaik. Eines der Hauptargumente des Nestorius gegen die Gottheit Christi war dessen Kreuzestod. Das Leiden sei unvereinbar mit einem göttlichen Wesen. In diesem Kontext dokumentiert die Inthronisation des Gottessohnes auf dem Thron Gottes, vertreten durch das Gemmenkreuz als Zeichen des Gekreuzigten und nicht als Person, gegen alle Zweifel des Nestorius: der Gekreuzigte ist Gott. Kreuz und Leiden werden von der göttlichen Person getragen.
Die Fortführung des monumentalen Stils in den ersten Bildern des Kirchenschiffes bzw. die Veränderung der biblischen Reihenfolge der Mosaikbilder lässt sich auch durch die Orientierung an dem Streit mit Nestorius erklären. Im Opfer von Brot und Wein des Melchisedek auf der linken Seite wird die Eucharistie thematisiert, die beim Streit des Patriarchen Kyrill von Alexandria mit Nestorius von äußerster Wichtigkeit war. Ihre Deutung war der Brennpunkt der jeweiligen Christologie und entschied über den jeweiligen Glauben an die Gottheit Christi oder seine Ablehnung in den eucharistischen Gaben. Im Bild des Melchisedek als Abbild des Sohnes Gottes wird gerade die Gottheit Christi demonstriert und damit Brot und Wein als Leib und Blut des Gottessohnes qualifiziert. Auch aus diesem Anlass nicht nur wegen der Nähe zum Altar, an dem die Eucharistie gefeiert wird, kann dieses Mosaik an die erste Stelle gesetzt sein. Die Bewirtung der drei Männer durch Abraham im nächsten Mosaik ist allerdings nicht in den Kampf gegen Nestorius einzureihen. Die Gottheit des präexistenten Gottessohnes verteidigte Nestorius vehement. Das Bild gehört jedoch zum Thema der göttlichen Natur des Sohnes Gottes. Er ist eine der drei göttlichen Personen der Trinität. So ist einer aus der Dreifaltigkeit Mensch geworden. Das jedoch bestritt Nestorius. Als Zeugin gegen Nestorius ist wohl auch noch die oströmische Kaiserin Aelia Pulcheria (399–453) anzusehen. Ihr Bild ist als Kryptobild in der Gestalt der Tochter Pharaos im Mosaik der Rückgabe des kleinen Mose an die Tochter Pharaos (drittes Schiffsmosaik rechts) verborgen. Die Akklamationen für Pulcheria nach dem Konzil von Ephesus (431) und beim Konzil von Chalcedon (451), die ihren Sieg über Nestorius ausdrücklich feiern, könnten ein weiterer Anhaltspunkt für diese Deutung sein.
Abgesehen von der Auseinandersetzung mit Nestorius offenbart sich im Mosaikzyklus immer wieder die Absicht, die Wahrheit dieser Glaubensbotschaft von der Gottheit Christi durch Zeugen und Bilddetails zu bekräftigen. Nur wenige Beispiele sollen hervorgehoben werden: Das zeigt sich bei der Darstellung Jesu in der Huldigung des Simeon vor dem Jesuskind. Der Kopf des Simeon hat Ähnlichkeit mit dem Kopf des Petrus in anderen Bildern und erinnert an dessen Zeugnis für die Gottheit Christi bei Caesarea Philippi (Mt 16,13-20 ). Nicht nur Personen aus dem Gottesvolk, sondern auch Heiden in den Personen der Magier und der großen Propheten der Heidenwelt, der Sybille von Erythraea und des Vergil, lassen die Entwerfer des Mosaikzyklus als Zeugen für die Gottheit des Kindes Jesu auftreten. Doch das genügt ihnen nicht. Nach den Worten des Weihegedichts hat man gleich im Eingangsmosaik die berühmtesten Märtyrer Roms mit ihren Marterwerkzeugen als Zeugen für die Gottheit Christi dem eintretenden Gläubigen vor Augen geführt. Bei dieser Wolke von Zeugen für die Gottheit Christi kann man mit Fug und Recht in der Apsis als ursprüngliches Mosaik ein Christusbild als Gott und Herrscher vermuten und nicht ein Marienbild, obwohl die Basilika der Jungfrau Maria in Erinnerung an die untergegangene Basilica Liberiana gewidmet wurde.

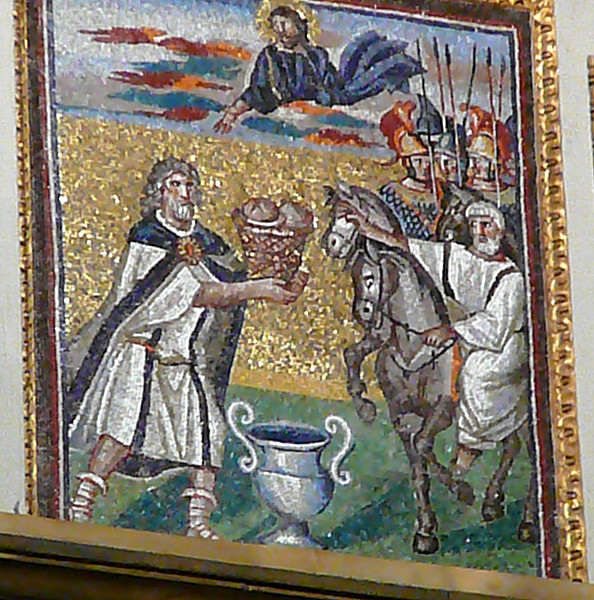
Opfer von Brot und Wein des Melchisedek

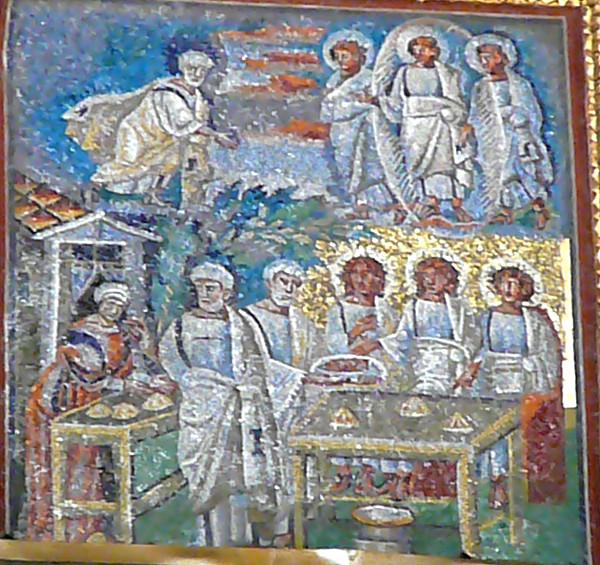
Abraham und Sarah mit den drei Männern

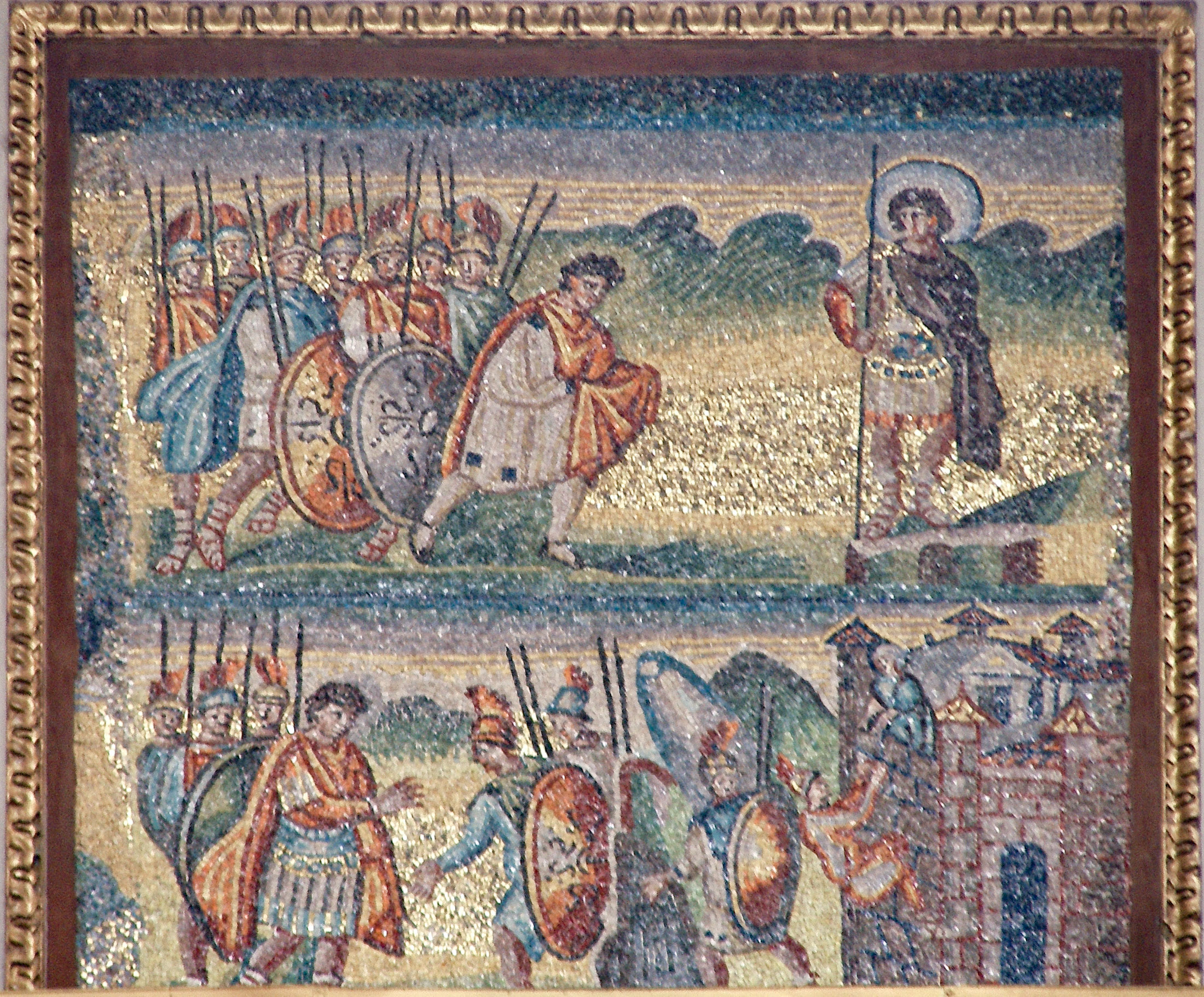
Josua vor dem Führer der himmlischen Heere (oben)
Flucht der Kundschafter aus Jericho (unten)

Es zeigt sich, dass mit dem großfigurigen, monumentalen Stil ein bestimmtes Konzept verbunden ist. Nach Ernst Kitzinger ist dieser Stil als autoritative Bildsprache zu verstehen: Sie kann als künstlerischer Ausdruck einer verbindlichen Glaubensverkündigung verstanden werden, die von Christus selbst ihre Autorität empfängt. Sie ist für Papst Sixtus III. in seiner Investitur durch Christus als Bischof von Rom und als Nachfolger des Petrus begründet. Die Aussagen der Heiligen Schrift, die Beschlüsse der römischen (430) sowie der alexandrinischen Synode (430) und des Konzils von Ephesos (431) bilden weitere Grundlagen dieses autoritativen Anspruches.
Warum noch ein zweiter Stil, der erzählende Stil? Die Bilder des Kirchenschiffs im erzählenden Stil stellen die Geschichte des Gottesvolkes in Bildern dar. Sie lassen sich dem Leitbild „Plebs Dei“, Volk Gottes, im Epigramm von Papst Sixtus III. am Triumphbogen zuordnen. Damit ist, ausgehend von der Kirche Roms, die weltweite Kirche Christi gemeint. Dazu wird die Idee vom neutestamentlichen Gottesvolk am Triumphbogen verbildlicht. In den beiden ersten Registern des Triumphbogens sind die Grundbausteine des neutestamentlichen Gottesvolkes niedergelegt: das Gottesvolk aus den gläubigen Juden mit Maria, Josef, Simeon und der gläubigen jüdischen Priesterschaft und das Gottesvolk aus den gläubigen Heiden in der Gestalt der Magier mit Sibylle als Vertreter der Barbarenvölker und Kaiser Augustus mit Vergil als Vertreter des Imperium Romanum.
Man darf nicht übersehen: der römische Christ ist Bürger zweier Reiche. Er ist Glied des Volkes Gottes und ist eingebunden in das Imperium Romanum und dabei Bürger der Ewigen Stadt. Die Ewige Stadt und das Römische Weltreich sind getragen durch eine spezifische Ideologie: die der Rom-, Kaiser- und Reichsidee. Bis in die Zeit Konstantins des Großen († 337) und seiner familiären Nachfolger waren Rom-, Kaiser- und Reichsidee vom Heidentum geprägt. Hier im Mosaikzyklus der Basilika der Heiligen Maria finden wir das Manifest einer neuen, nämlich der christlichen Rom-, Kaiser- und Reichsidee niedergelegt. Ganz ungewöhnlich in der frühchristlichen Kunst ist es, dass im Scheitelmosaik des Triumphbogens der himmlische Thron des ewigen Gottessohnes und Allherrschers Christus Elemente des Thrones der Roma aufweist. Man hat also nicht die Roma, den Inbegriff römischer Weltherrschaft, Kultur und Zivilisation, sondern Jesus Christus auf diesen Thron gesetzt. So wollte man nach dem Sieg des Christentums (um 395) der Stadt und dem Erdkreis demonstrieren, dass Christus, der Sohn Gottes, der wirkliche Gott und Herrscher der Stadt Rom, des Imperium Romanum und des Kosmos ist, und er das Heil und die Wohlfahrt der Stadt und des Imperiums sichert. Das Imperium Romanum ist in die Geschichte des Volkes Gottes eingegliedert und nimmt an seiner Würde und seinem Auftrag teil. Auch die Geschichte und Funktion der Hauptstadt Rom werden christlich gedeutet. Die mythischen Stadtgründer Romulus und Remus verlieren ihre Funktion. Nach den Worten von Papst Leo dem Großen (440–461) treten die Apostelfürsten und Märtyrer Petrus und Paulus, die am Thron Christi abgebildet sind, an ihre Stelle. Sie haben Rom durch das blutige Glaubenszeugnis ihres Martyriums neu gegründet. Auch die Funktion der Stadt Rom wird neu definiert. Zeichen dafür ist wohl das Bild der Roma im Giebelfeld des Tempels von Jerusalem im Mosaik der Darstellung von Jesus im Tempel. Dieses Detail zeigt an, dass Rom der gottesdienstliche Mittelpunkt des neuen Gottesvolkes ist und nicht mehr der jüdische Tempel von Jerusalem. Zudem wird deutlich gemacht, dass das Kind Jesus der neue Hohepriester ist, dessen Amt mit der Stadt Rom und seinem Volk verbunden wird. „Der neue Rom-Mythos durchdrang die ganze Stadt und formte sie um. Eine neuartige Sakralität zog in sie ein“ (Erich Fried).

#### Datierung
Für die Datierung der Mosaiken bietet die Entscheidung der römischen Synode vom 10. August 430 gegen Nestorius und für die Gottheit Christi eine grundlegende Orientierung. Die Planung nahm wohl mindestens zwei Jahre in Anspruch, etwa vom Spätherbst 430 bis in den Winter 432. Man darf annehmen, dass die Mosaiken am Weihetag, dem 5. August 434, einigermaßen vollendet waren.

### Seitenkapellen

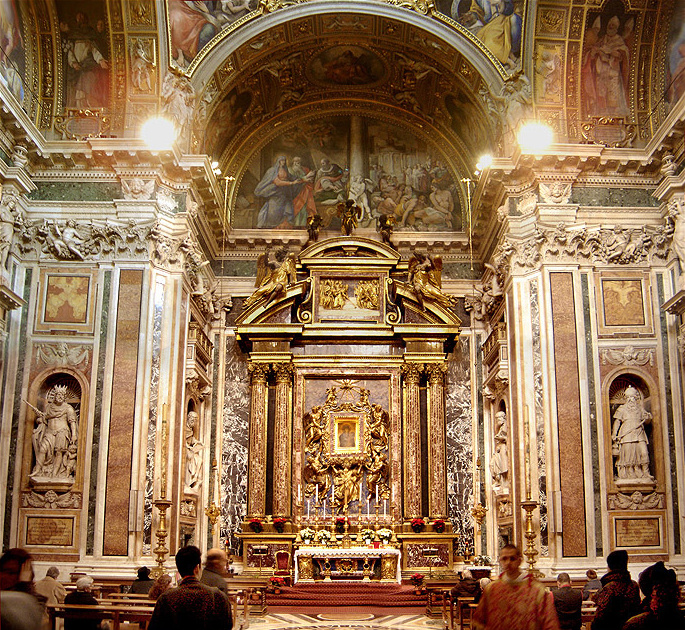
Cappella Paolina Borghesiana (2005)

Zwei große Kapellen rechts und links vom Hauptaltar ersetzen das ursprünglich nicht vorgesehene Querschiff.
1585 entstand die Sakramentskapelle (Cappella Sistina) nach Plänen von Domenico Fontana aus der Zeit Sixtus’ V. Das kostbare bronzene Tabernakel stammt von Ludovico Scalzo.
Später folgte die Cappella Borghese (oder auch Cappella Paolina Borghesiana) links, die zur Zeit des Borghese-Papstes Paul V. als Grablege für ihn und seine Familie entstand, gilt als prunkvollste Privatkapelle aller römischen Kirchen und enthält das Gnadenbild Salus Populi Romani (Beschützerin des römischen Volkes), das einst als Lukasikone angesehen wurde. Der Freskendekor der Deckengewölbe entstand 1610–1612 unter Leitung von Giuseppe Cesari, gen. Cavalier d’Arpino, in Zusammenarbeit mit Guido Reni, Ludovico Cigoli und Giovanni Baglione. Bemerkenswert ist dieses Deckenfresko wegen der Darstellung der Himmelfahrt Mariä: Cigoli zeigt Maria auf der Mondsichel stehend, doch diese hat einen gezackten Rand und ist mit Kratern übersät, wie sie Galileo Galilei in seinem im März 1610 erschienenen Sidereus Nuncius gezeichnet hatte.

### Grabmäler
Die Basilika wurde Grablege der Päpste Honorius III. (1216–1227), Nikolaus IV. (1288–1292), Pius V. (1566–1572), Sixtus V. (1585–1590), Clemens VIII. (1592–1605), Paul V. (1605–1621) und Clemens IX. (1667–1669). Das Grabmal von Honorius III. wurde im Zuge von Umbauarbeiten späterer Jahrhunderte zerstört und ist heute nicht mehr zu finden. In der Krypta sind mehrere Mitglieder der Familie Borghese beigesetzt. Gian Lorenzo Bernini liegt rechts hinter dem Papstaltar begraben.
Papst Franziskus machte in der Adventszeit 2023 öffentlich, dass auch er aufgrund seiner Verehrung für die Heilige Jungfrau Maria in der Basilika Santa Maria Maggiore beigesetzt werden wolle, was er schließlich 2025 auch wurde. Vor und nach jeder internationalen Reise besuchte er die Basilika, um die als „Salus Populi Romani“ bekannte Ikone zu verehren.

#### Grabmal Nikolaus’ IV.
Auf der linken Seite des Hauptschiffes, unweit des Haupteingangs, befindet sich das Grabdenkmal für Nikolaus IV. Es wurde Ende des 16. Jahrhunderts von Kardinal Felice Peretti, dem späteren Papst Sixtus V., gestiftet. Der Entwurf zu diesem Monument stammt von Domenico Fontana; die Statuen schuf Leonardo Sormani (1530–1589). Die Hauptfigur stellt den segnenden Nikolaus IV., mit dreifacher Tiara bekrönt, als Sitzfigur dar und ist von zwei allegorischen Figuren umgeben, wovon die linke die Wahrheit und die rechte die Gerechtigkeit darstellt. Ursprünglich stand das Grabmal auf der rechten Seite des Chorraums, wurde aber während einer Restaurierung der Basilika unter Fernando Fuga im 18. Jahrhundert an die heutige Stelle verlegt.

#### Grabmal Pius’ V.
Das Grabmonument für Pius V. ist in der Kapelle Sixtus’ V. zu finden und nimmt dort die gesamte linke Wand ein. Das prunkvolle Werk steht dabei etwas im Widerspruch zum Pontifikat Pius’ V., der eher als asketischer Papst galt. Die von Leonardo Sormani stammende, mit dreifacher Tiara bekrönte Sitzfigur thront in der Mitte und ist mit Kutte und einem Mantel darüber dargestellt; das Haupt wird von einer Gloriole umgeben. Die im Grabmal eingelassenen Reliefs stellen wichtige Ereignisse seiner Regierungszeit dar, etwa die Papstkrönung in der Mitte über der Sitzfigur. Die weiteren Reliefs an der linken Seite erinnern an die Seeschlacht von Lepanto, die an der rechten Seite stellen Szenen aus den Hugenottenkriegen dar. Unterhalb der Figur Pius’ V. befindet sich seit seiner Heiligsprechung im Jahr 1712 ein gläserner Sarg, in dem der einbalsamierte Leichnam aufgebahrt ist. Dieser Glassarg kann mit einer Bronzeplatte verschlossen werden, die den liegenden Pius V. darstellt.

#### Grabmal Sixtus’ V.
An der rechten Wand der Kapelle Sixtus’ V. befindet sich das Grabmal für Sixtus V., das deshalb auch „Sixtinische Kapelle“ genannt wird. Domenico Fontana schuf es nach demselben Schema wie das gegenüberliegende Grabmal Pius’ V. Die kniende Figur Sixtus’ V. wurde von Jacopo Valsoldo geschaffen und zeigt den Papst mit gefalteten Händen und seitlich abgelegter Tiara. Die links neben der Statue befindlichen Reliefs zeigen die Wohltaten für die Bedürftigen, die darüber die Kanonisation des Heiligen Diego. Auf der rechten Seite befindet sich neben der Sixtus-Figur ein Relief, das den Kampf gegen das Bandenunwesen auf dem Land um die Stadt Rom darstellt. Das Relief darüber erinnert an den Friedensschluss zwischen Österreich und Polen. Das Relief über der Figur Sixtus’ V. zeigt seine Papstkrönung.

#### Grabmal Clemens’ VIII.
In der Cappella Paolina befindet sich das Grab Clemens’ VIII., das große Ähnlichkeiten mit den Grabmonumenten seiner Vorgänger Pius V. und Sixtus V. hat. Die Sitzfigur stellt den Papst mit zum Segen erhobenem rechten Arm dar. Die Reliefs auf der linken Seite geben den Sieg über die Aufständischen in Ferrara, die darüber den Friedensschluss zwischen König Heinrich IV. und König Philipp II. wieder. Auf der rechten unteren Seite zeigen Reliefs den Sturm der päpstlichen Truppen auf Gran und darüber die Kanonisierung der beiden Heiligen Giacinto und Raimondo.

#### Grabmal Pauls V.

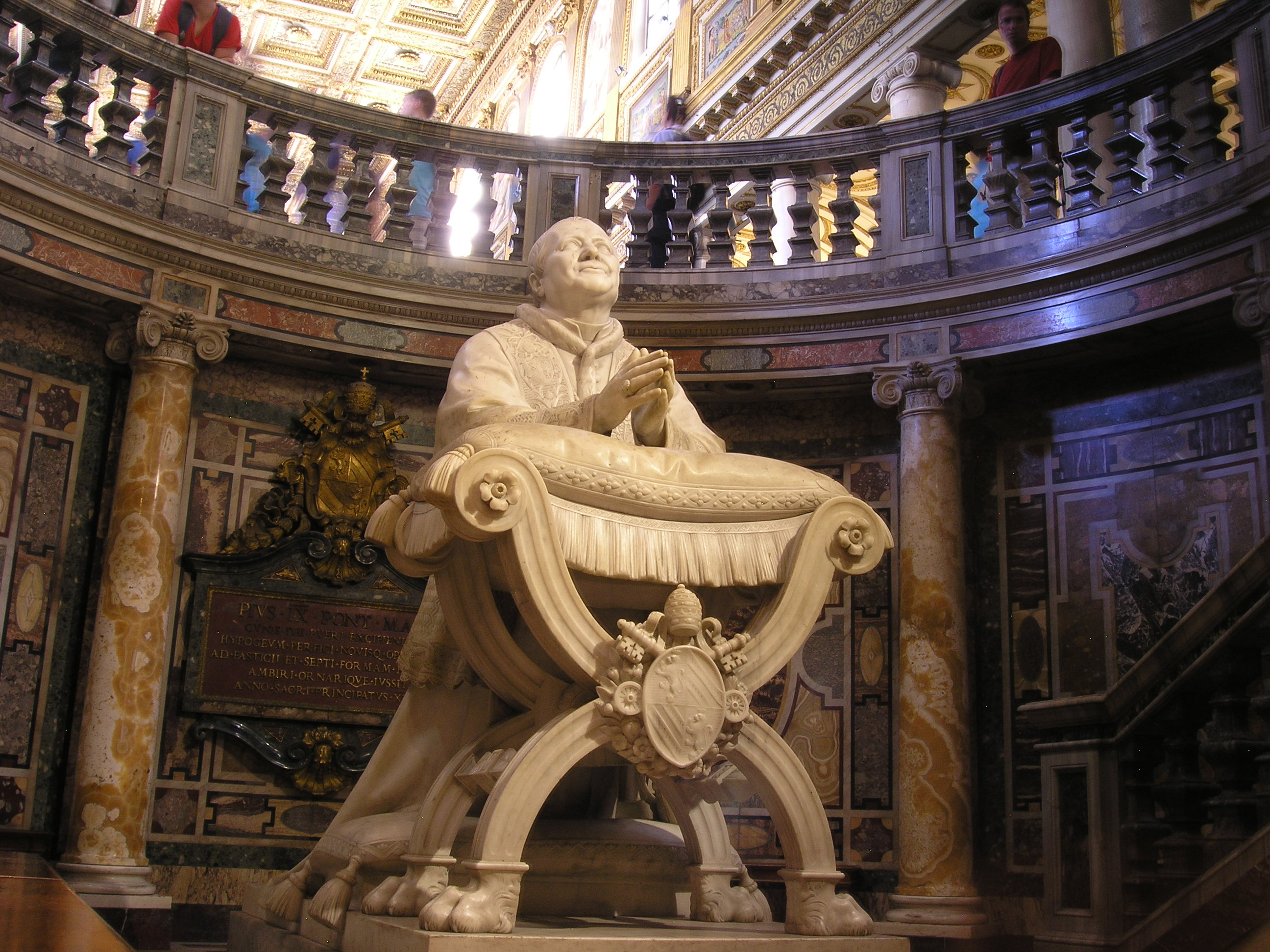
Statue von Pius IX. in der Confessio (2013)

Ebenfalls in der von ihm gestifteten Cappella Paolina befindet sich das Grabmonument Pauls V., das die gesamte linke Wand einnimmt. Die Statue stellt den knienden Paul V. mit gefalteten Händen und seitlich abgelegter Tiara nach dem Schema der Figur Sixtus’ V. dar. Die Reliefs auf der linken Seite illustrieren den Päpstlichen Heereszug gegen die Türken in Ungarn und darüber die Kanonisierung des heiligen Karl Borromäus und der heiligen Francesca Romana. Auf der rechten Seite sind unten ein Relief mit der Besichtigung der Festung von Ferrara durch den Papst, darüber eine Reliefszene mit dem Empfang der persischen Gesandtschaft. Ein weiteres Relief über der Papstfigur zeigt die Krönung Pauls V.

#### Grabmal Clemens’ IX.
Gegenüber dem Denkmal für Nikolaus IV., kurz nach der Hauptpforte der Basilika, befindet sich auf der rechten Seite des Hauptschiffs das von Carlo Rainaldi im Jahr 1671 entworfene Grabmal für Clemens IX.; die segnende Sitzfigur wurde von Domenico Guido geschaffen. Sie wird von zwei allegorischen Frauenfiguren flankiert. Die linke wurde von Ercole Ferrata geschaffen und symbolisiert die Liebe, die rechte stammt von den Cosimo Fancelli stellt den Glauben dar. Darüber sind Marmormedaillons angebracht, die zum einen eine Papstmesse im Petersdom thematisieren, zum anderen die Engelsbrücke darstellen, deren Gestaltung Clemens X. maßgeblich förderte.

#### Grabmal Franziskus’

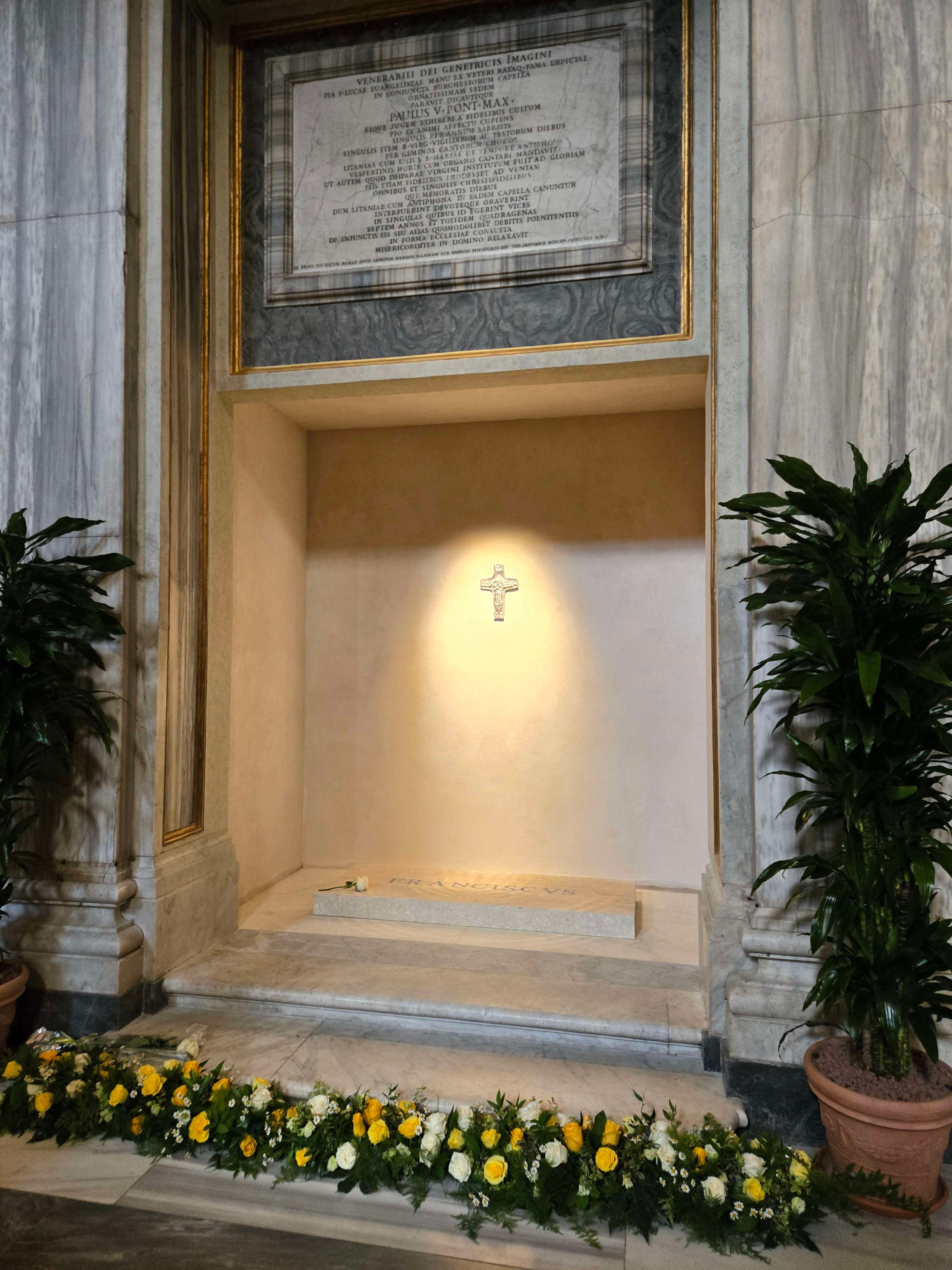
Das Grabmal Papst Franziskus’ (2025)

Am 26. April 2025 wurde Papst Franziskus in einer Nische im linken Seitenschiff beigesetzt, zwischen der Capella Paolina und der Sforza-Kapelle. Sein Grab im Boden ist mit einer Grabplatte verschlossen, die die Inschrift FRANCISCVS trägt.
In seinem Testament vom 29. Juni 2022 hatte der Papst diesen Ort festgelegt, da er in der Nähe der Kapelle mit der Ikone Salus Populi Romani bestattet werden wollte.

### Reliquien

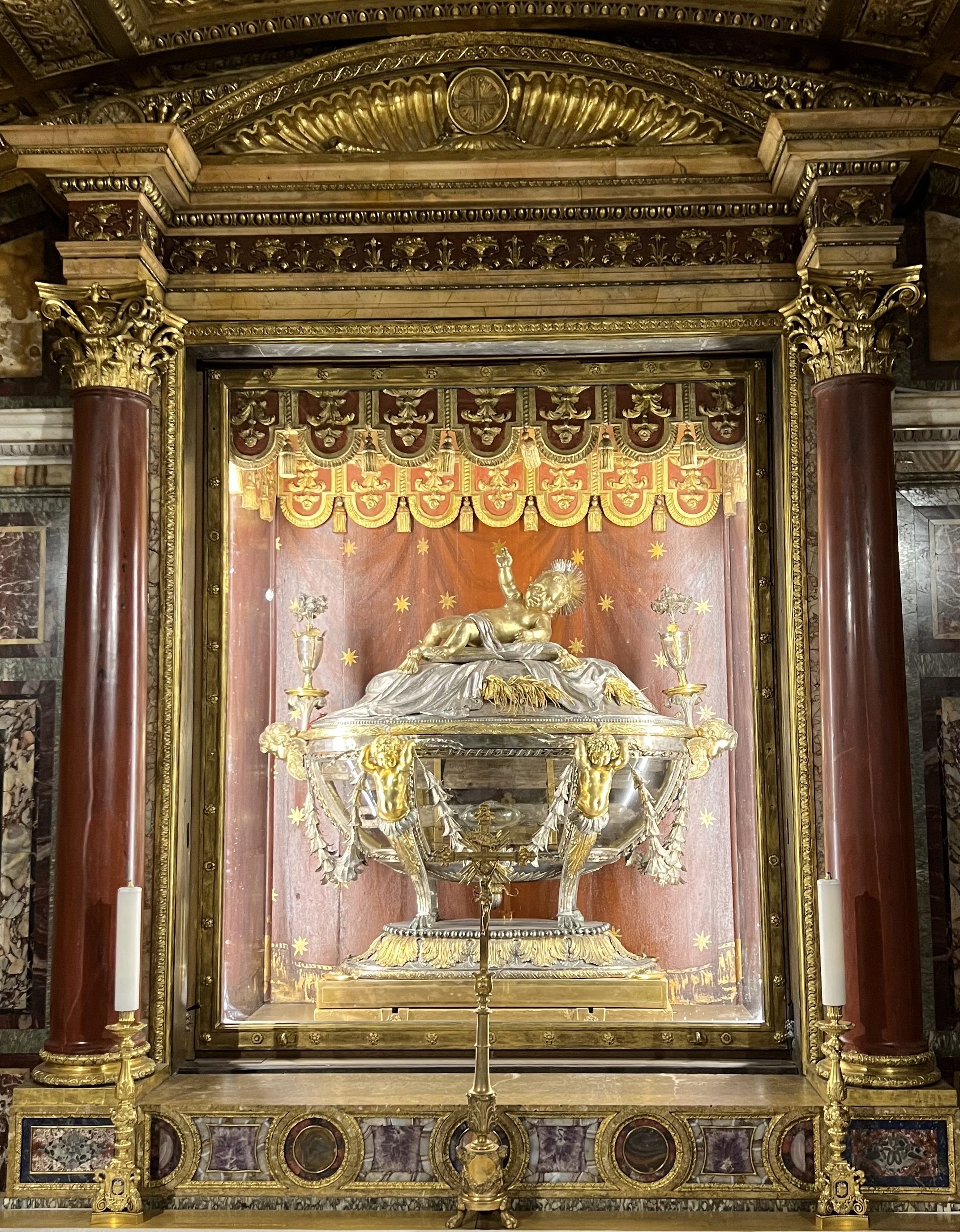
Krippenreliquie (2023)

In der Confessio unterhalb des Papstaltars befindet sich ein silbernes Reliquiar mit den Resten einer Krippe. Diese soll aus Teilen der Krippe Jesu Christi bestehen. Davor steht eine Statue des Papstes Pius IX., der betend davor kniet.

### Orgeln
Insgesamt besitzt die Basilika vier Orgeln: die Hauptorgel, die Orgel in der Capella Sforza, die Orgel in der Cappella Paolina und die Chororgel.
Die große Orgel mit drei Manualen und Pedal sowie 67 Registern wurde 1955 von der Firma Mascioni erbaut. Sie steht auf Emporen zu beiden Seiten des Chorraums. Der Spieltisch und das Positivwerk befinden sich links vom Altar in der Vierung. Das elektropneumatische Instrument besitzt Kegelladen. Die Disposition ist wie folgt:
| I Grand' Organo C–c4 |                   |       |
| 1.                   | Principale        | 16′   |
| 2.                   | Principale 1      | 08′   |
| 3.                   | Principale 2      | 08′   |
| 4.                   | Voce umana        | 08′   |
| 5.                   | Flauto Cuneiforme | 08′   |
| 6.                   | Dulciana          | 08′   |
| 7.                   | Ottava            | 04′   |
| 8.                   | Flauto a Cuspide  | 04′   |
| 9.                   | XII               | 2 ⁄3′ |
| 10.                  | XV                | 02′   |
| 11.                  | Ripieno IV        |       |
| 12.                  | Ripieno V         |       |
| 13.                  | Controfagotto     | 16′   |
| 14.                  | Tromba            | 08′   |

| II Positivo C–c4 |                   |    |
| 15.              | Principale        | 8′ |
| 16.              | Unda Maris        | 8′ |
| 17.              | Flauto Aperto     | 8′ |
| 18.              | Corno di Camoscio | 4′ |
| 19.              | XV                | 2′ |
| 20.              | Ripieno IV        |    |
| 21.              | Tromba Dolce      | 8′ |

| II Espressivo C–c4 |                      |        |
| 22.                | Principale           | 8′     |
| 23.                | Corno di Notte       | 8′     |
| 24.                | Viola                | 8′     |
| 25.                | Flauto a Camino      | 4′     |
| 26.                | Nazardo              | 2 ⁄3′  |
| 27.                | Flagioletto          | 2′     |
| 28.                | Terza                | 1 3⁄5′ |
| 29.                | Cornetto Combinato V |        |
| 30.                | Cromorno             | 8′     |
|                    | Tremolo              |        |

| III Espressivo C–c4 |                            |        |
| 31.                 | Bordone                    | 16′    |
| 32.                 | Principale                 | 08′    |
| 33.                 | Principale Stentor         | 08′    |
| 34.                 | Bordone                    | 08′    |
| 35.                 | Viola Gamba                | 08′    |
| 36.                 | Salicionale                | 08′    |
| 37.                 | Voce Celeste               | 08′    |
| 38.                 | Coro Viole III             | 08′    |
| 39.                 | Ottava                     | 04′    |
| 40.                 | Flauto Armonico            | 04′    |
| 41.                 | Flauto in XII              | 2 ⁄3′  |
| 42.                 | Silvestre                  | 02′    |
| 43.                 | XV                         | 02′    |
| 44.                 | Decimino                   | 1 3⁄5′ |
| 45.                 | Sesquialtera Combinata III |        |
| 46.                 | Ripieno IV                 |        |
| 47.                 | Tuba                       | 08′    |
| 48.                 | Tromba Armonica            | 08′    |
| 49.                 | Oboe                       | 08′    |
| 50.                 | Clarinetto                 | 08′    |
| 51.                 | Voce Corale                | 08′    |
|                     | Tremolo                    |        |

| Pedale Epistulae C–g1 |                |         |
| 52.                   | Acustico       | 32′     |
| 53.                   | Contrabbasso   | 16′     |
| 54.                   | Subbasso       | 16′     |
| 55.                   | Quinta         | 10 2⁄3′ |
| 56.                   | Basso          | 08′     |
| 57.                   | Corno Camoscio | 08′     |
| 58.                   | Quinta 51/3′   |         |
| 59.                   | Ottava         | 04′     |
| 60.                   | Ripieno VI     |         |
| 61.                   | Bombarda       | 16′     |
| 62.                   | Trombone       | 08′     |
| 63.                   | Clarone        | 04′     |

| Pedale Evangeli C–g1 |             |     |
| 64.                  | Bordone     | 16′ |
| 65.                  | Violone     | 16′ |
| 66.                  | Principale  | 08′ |
| 67.                  | Bordoncino  | 08′ |
| 68.                  | Violoncello | 08′ |
| 69.                  | Flauto      | 04′ |
| 70.                  | Ottavino    | 02′ |

- Koppeln:
  - Normalkoppeln: II/I, III/I, III/II, I/P, II/P, III/P
  - Suboktavkoppeln: II/I, III/I, III/II, I/I, III/III
  - Superoktavkoppeln: II/I, III/I, III/II, I/P, II/P, III/P, I/I, II/II, III/III

### Glocken

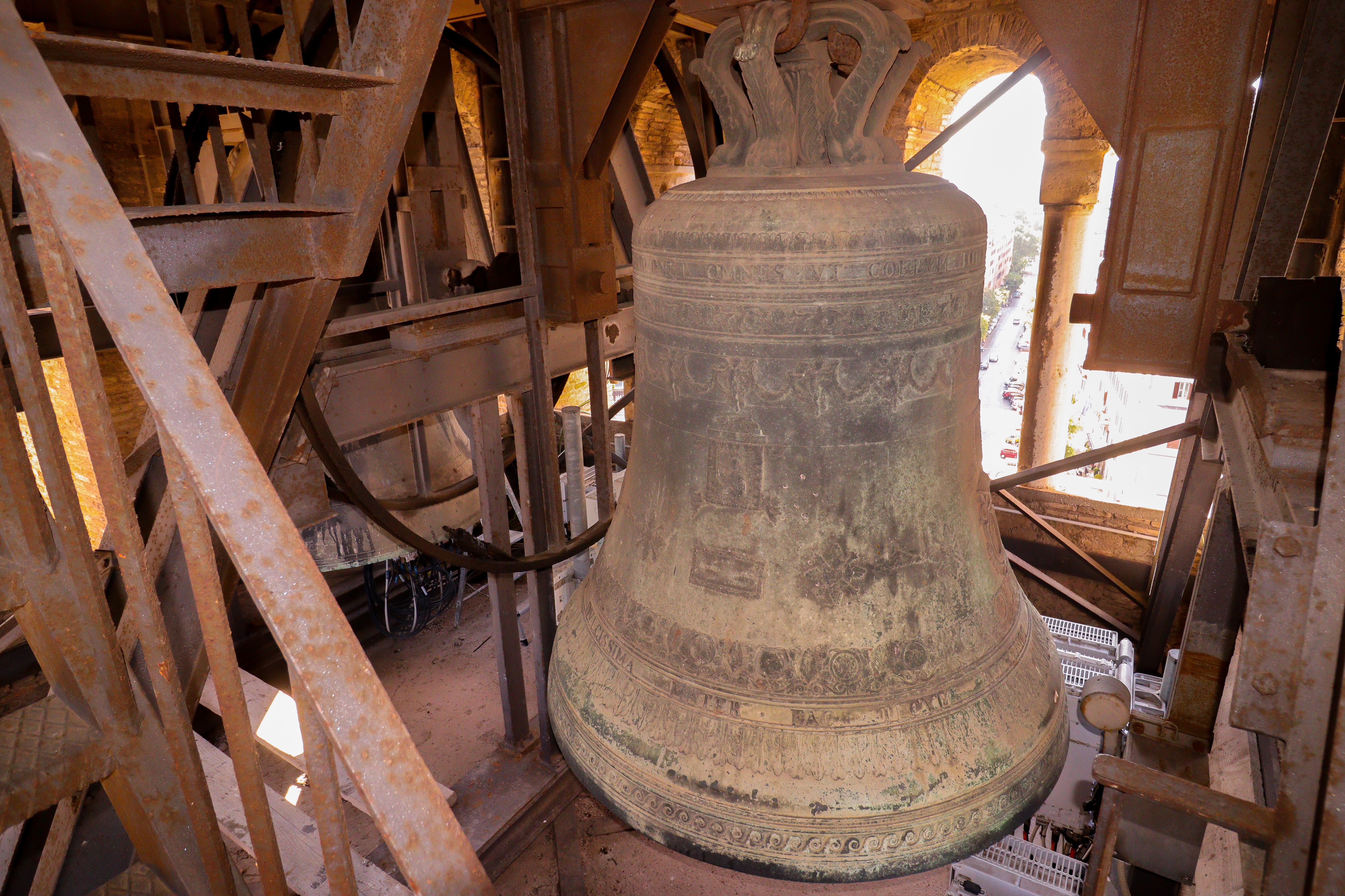
La Sperduta (2023)

Das Geläut von Santa Maria Maggiore besteht aus fünf Kirchenglocken des 13., 14., 16. und 19. Jahrhunderts.
Die Läuteordnung unterscheidet zwischen dem Läuten a doppio, einem rhythmischen Anschlagen, und dem a distesa, dem Ausschwingen der Glocken mit fallendem Klöppel. Das Läuten a doppio erfolgt zu den gewöhnlichen Messen an Sonn- und Werktagen. Zum täglichen Angelusgebet wird die große Glocke dreizehn Mal (3–4–5–1x) angeschlagen.
A distesa wird zur Ankunft der Fronleichnamsprozession des Papstes, in der Osternacht und zu weiteren außerordentlichen Gelegenheiten geläutet. Ebenfalls a distesa läutet jeden Abend um 21 Uhr die große Glocke La Sperduta zum sogenannten suonare a festa. Dieses Läuten geht auf die Stiftung einer Pilgerin zurück, der die Glocke ihren volkstümlichen Namen verdankt. Er bedeutet „die Verirrte“ und beruht auf einer Legende, die in zweifacher Fassung erzählt wird: Entweder eine Pilgerin oder eine ihre Tiere weidende, vielleicht blinde, Hirtin habe sich verirrt und nicht mehr zurückgefunden; durch das Läuten der Glocke – ursprünglich wie gestiftet um 2 Uhr nachts, später auf 21 Uhr verlegt – sei ihr der Rückweg in die Stadt gewiesen worden. Die originale Glocke mit dem Namen La Sperduta nahm im Lauf der Zeit Schaden und wurde 1884 auf Geheiß Papst Leos XIII. in die vatikanischen Museen verbracht und durch eine neue ersetzt. Diese neue Sperduta wurde 140 Jahre lang um 21 Uhr geläutet. Am 21. März 2024 kehrte die ursprüngliche Glocke repariert aus dem Museum zurück, so dass sich die Geschichte der „Sperduta“ (der „Verirrten“, die wieder heimgefunden hat) nun nicht nur auf die Rückkehr der jungen Pilgerin, sondern auch auf die der alten Glocke bezieht. Bilder von der Rückführung der Glocke sind auf der Homepage der Basilika (Anmerkung) zu sehen.
| Name        | Gussjahr      | Gießer                    | unterer Durchmesser | Masse    | Schlagton |
| ----------- | ------------- | ------------------------- | ------------------- | -------- | --------- |
| La Sperduta | 1851          | Giovanni Lucenti          | 1641 mm             | ≈3500 kg | cis1 ±0   |
| La Pisana   | 1581          | Pier Francesco da Bologna | 1438 mm             | ≈2000 kg | cis1 ±0   |
|             | 1884          | Giovanni Battista Lucenti | 1177 mm             | ≈1100 kg | d1 −1/8   |
|             | 1391          | anonym                    | 1075 mm             | ≈900 kg  | g1 +1/8   |
|             | 1239 od. 1289 | anonym                    | 971 mm              | ≈600 kg  | fis1 +1/8 |

## Bedeutung der Basilika und ihrer Mosaiken
Die Basilika der heiligen Maria auf dem Esquilin war dazu bestimmt, das durch die Prachtbauten auf dem Forum Romanum und durch seine Tempel vom Heidentum geprägte Gesicht der Ewigen Stadt zu verändern und dabei mitzuwirken, der Hauptstadt ein christliches Antlitz zu geben. Der religiöse Mittelpunkt der Stadt sollte nicht mehr wie bei der Jahrtausendfeier der Stadt der Staatstempel der Venus und Roma auf dem Forum Romanum sein, sondern die auf der höchsten Spitze des höchsten Hügels der Stadt erbaute Basilika der heiligen Maria sein, die denselben Rang hatte wie die Lateranbasilika, die Kirche des Papstes. In der Kirche der heiligen Maria thront im Scheitelmosaik auf dem Thron der Roma nicht mehr wie seit Jahrhunderten die Stadtgöttin Roma, sondern der menschgewordene Gottessohn als Gott und Herrscher des Himmels, der Ewigen Stadt und des Imperium Romanum. Durch die Botschaft der Mosaiken gibt Jesus Christus auf der Basis des Glaubens an seine Gottheit der Stadt und dem Imperium eine neue Grundorientierung für das geistliche und politische Leben. Dabei wird die fundamentale Bedrohung des christlichen Glaubens an die Gottheit Christi durch Nestorius mit der Demonstration der eindrucksvoll verbürgten Botschaft von der Gottheit des menschgewordenen Gottessohnes zurückgewiesen und der Glaube an die Gottheit Christi in prächtigen Mosaikbildern vor Augen geführt.

## Ausgrabungen

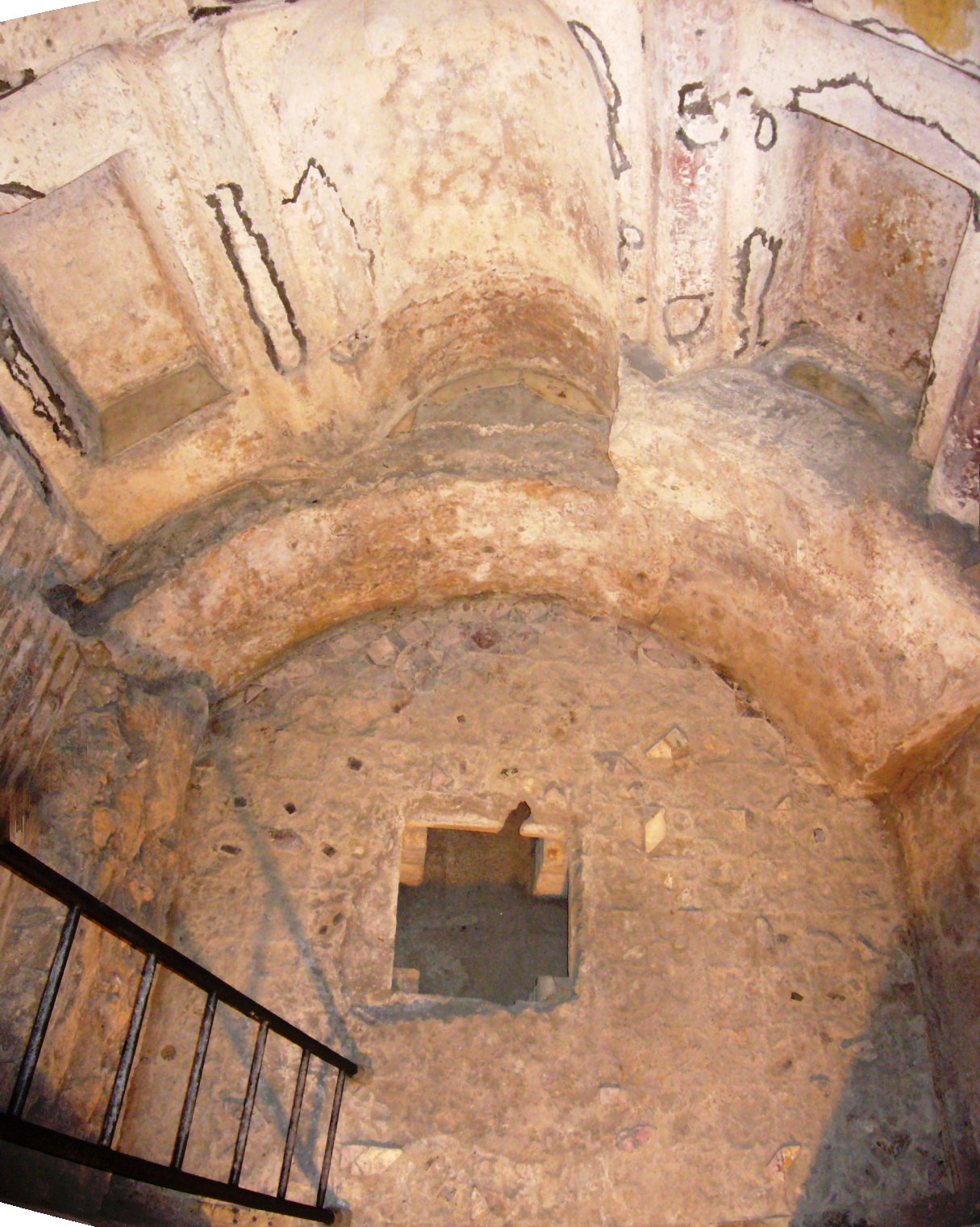
Ausgegrabener spätantiker Apsidenraum mit Nischen (2009)

Unter der Kirche befindet sich die Ausgrabungsstätte eines großen Gebäudes, über dem die Kirche errichtet wurde. Es geht auf augusteische und hadrianische Zeit zurück. Sein Haupteingang befand sich unter der Apsis der heutigen Kirche und hatte einen Säulenhof mit den Maßen 37,30 × 30 m. Die Vermutung, es könnte sich um das Macellum der Livia handeln, das auf dem Esquilin gelegen hatte, wurde nicht bestätigt. Unter Kaiser Konstantin dem Großen wurden zwei Wände mit einem Bauernkalender bemalt zur Verdeutlichung der ländlichen Arbeiten in den einzelnen Monaten. Der Kalender wurde aber wenig später mit einer Bemalung im Stil einer Marmordekoration verdeckt. Durch den Eingang des Museums der Basilika (hinten rechts) kann man auch einen Teil der Grabungen mit Ausstellung von Funden besichtigen, allerdings nur mit Führung.

## Kapitel
Santa Maria Maggiore ist ein Kollegiatstift. Es besteht ein Kapitel aus dem Kardinalerzpriester und (ab 2024) 12 Kanonikern, die alle vom Papst ernannt werden. Das Collegium Liberianum ist seit dem 12. Jahrhundert bezeugt. Ehren-Protokanoniker ist der König von Spanien, gegenwärtig Felipe VI.
Papst Franziskus stellte Kirche und Kapitel im Dezember 2021 unter Sonderverwaltung und ernannte Rolandas Makrickas zum „außerordentlichen Kommissar“ für die in Schwierigkeiten geratene Basilika. Zudem hatte er die Aufgabe, das Leben des zur Basilika gehörenden Kapitels „neu zu ordnen“. Als Ergebnis dieses Prozesses erließ der Papst im März 2024 ein neues Statut, ernannte Makrickas zum Koadjutor des Erzpriesters mit dem Recht der Nachfolge (die er Anfang Juli 2025 antrat), halbierte die Anzahl der Kanoniker von 24 auf 12 und verfügte, das Kapitel solle sich in Zukunft „vor allem um Marienfrömmigkeit, Beichte und Liturgie kümmern; dabei sollen sie auch die Tradition des gregorianischen Gesangs und Gottesdienste in lateinischer Sprache pflegen“. Gleichzeitig wurden sie von Verwaltungsaufgaben entbunden; die Verwaltung des Besitzes wurde dem Vatikan angegliedert.

## Bildergalerie

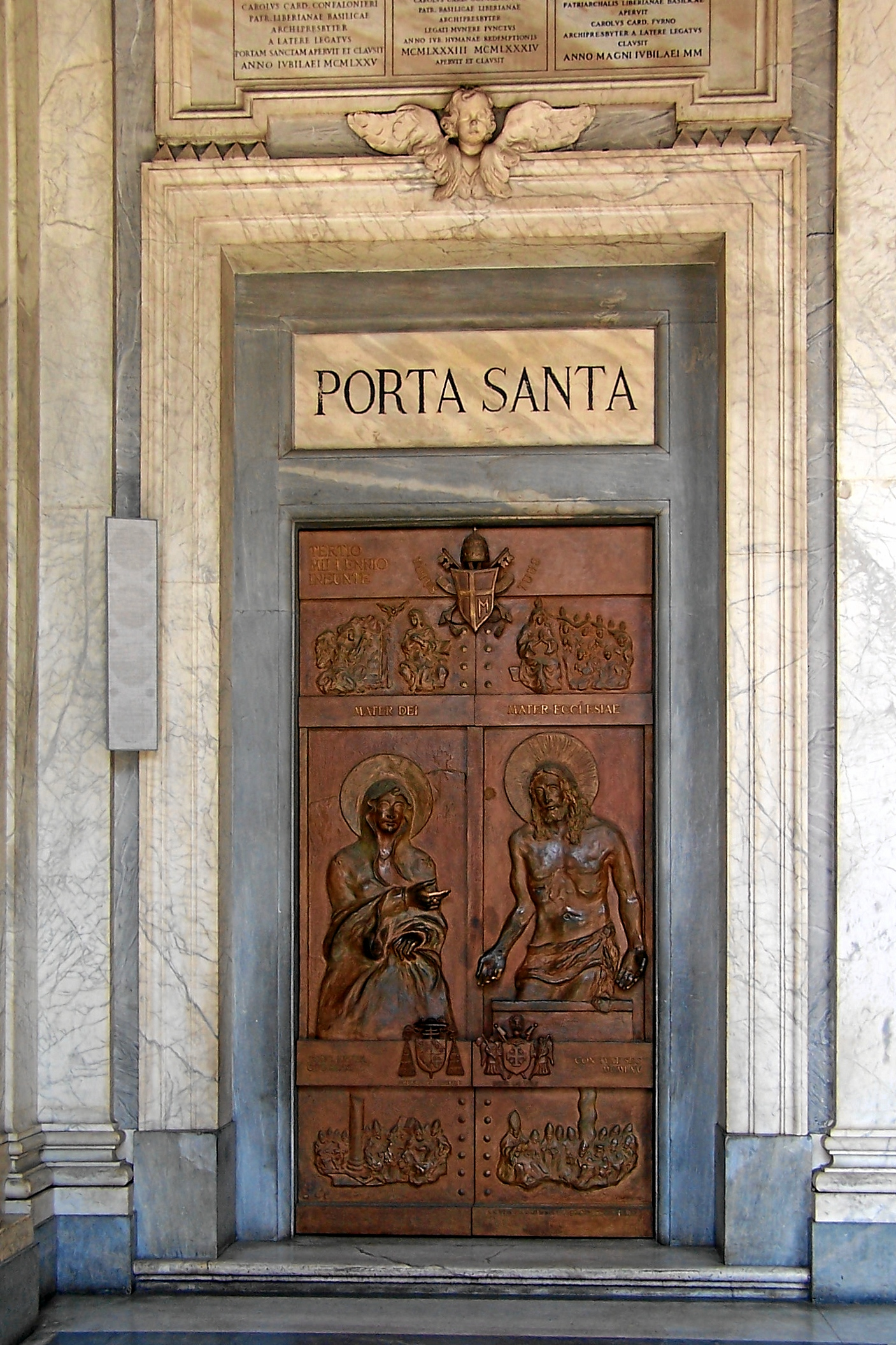
Heilige Pforte (Porta Santa)
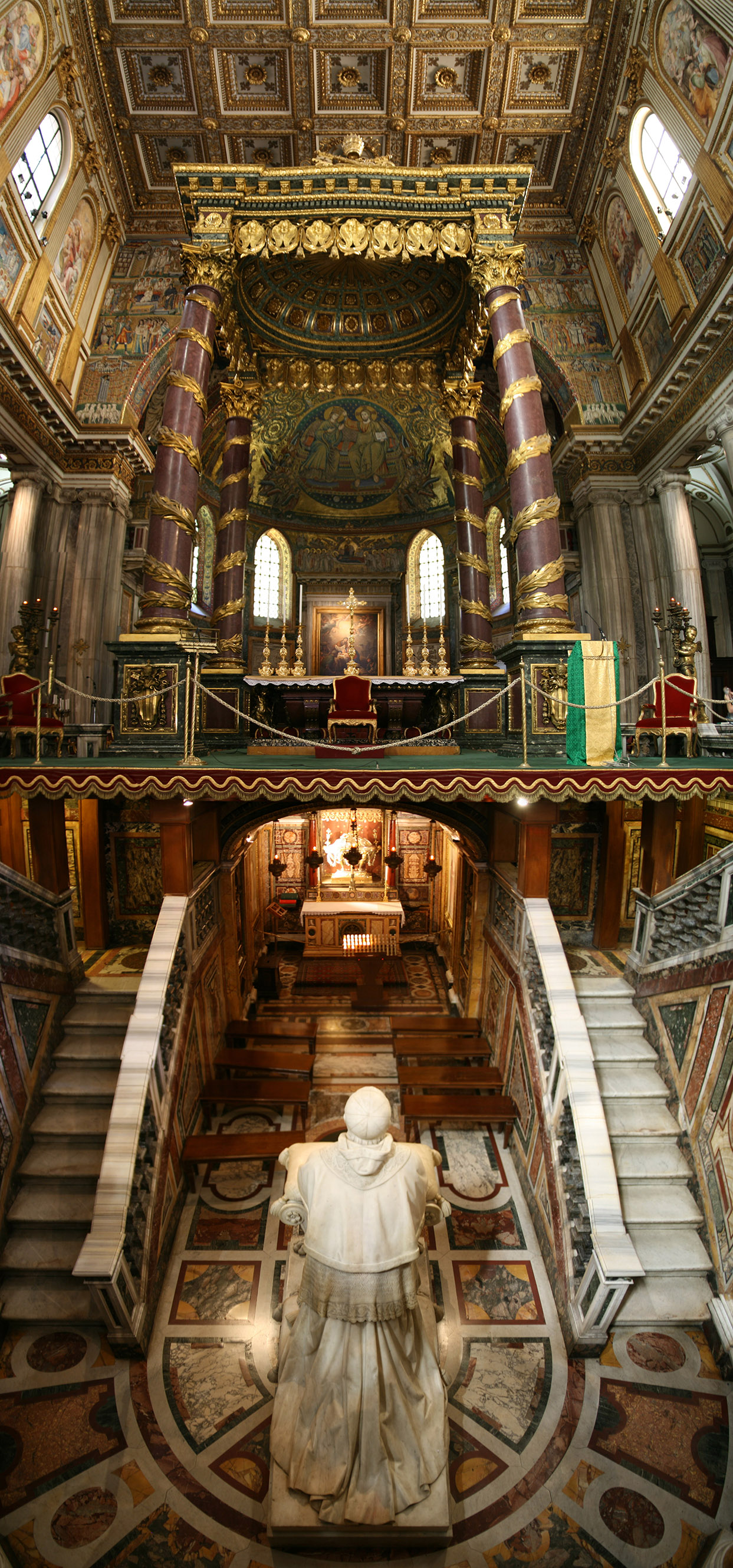
Vierung mit Altarziborium, Confessio mit Skulptur Pius’ IX.
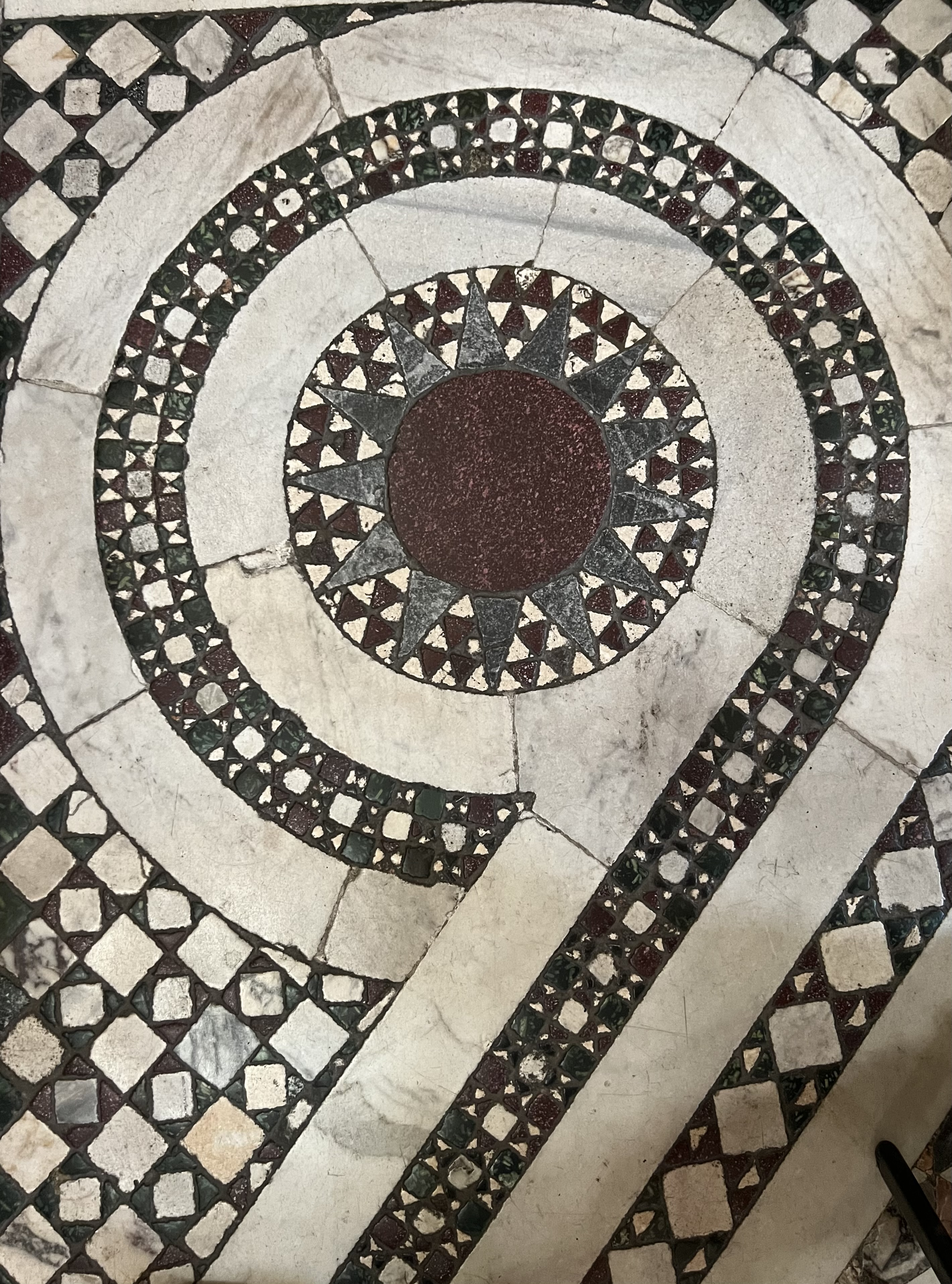
Cosmatenbodenmosaik II
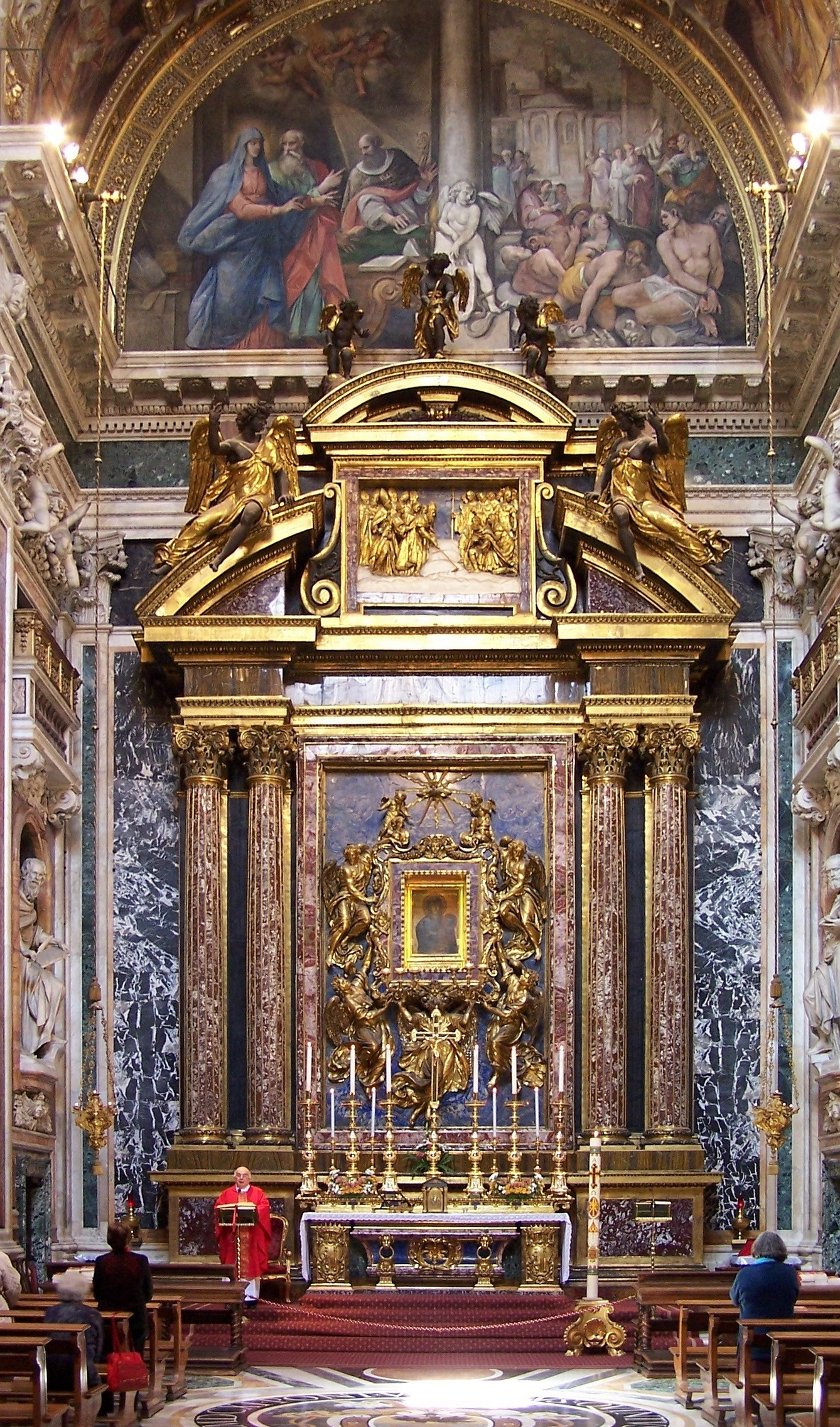
Altar der Cappella Paolina Borghesiana
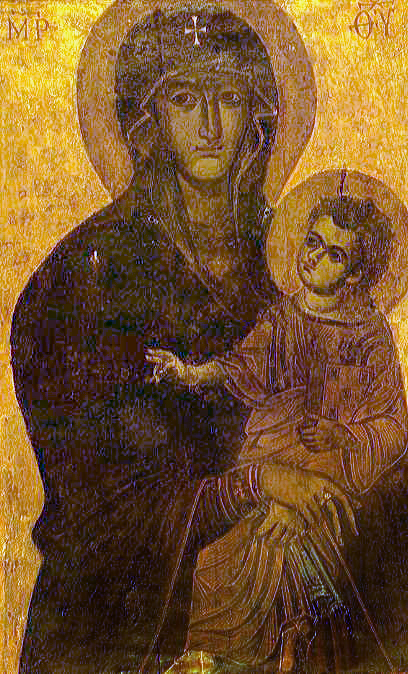
Gnadenbild Salus Populi Romani (Beschützerin des römischen Volkes) in der Cappella Paolina

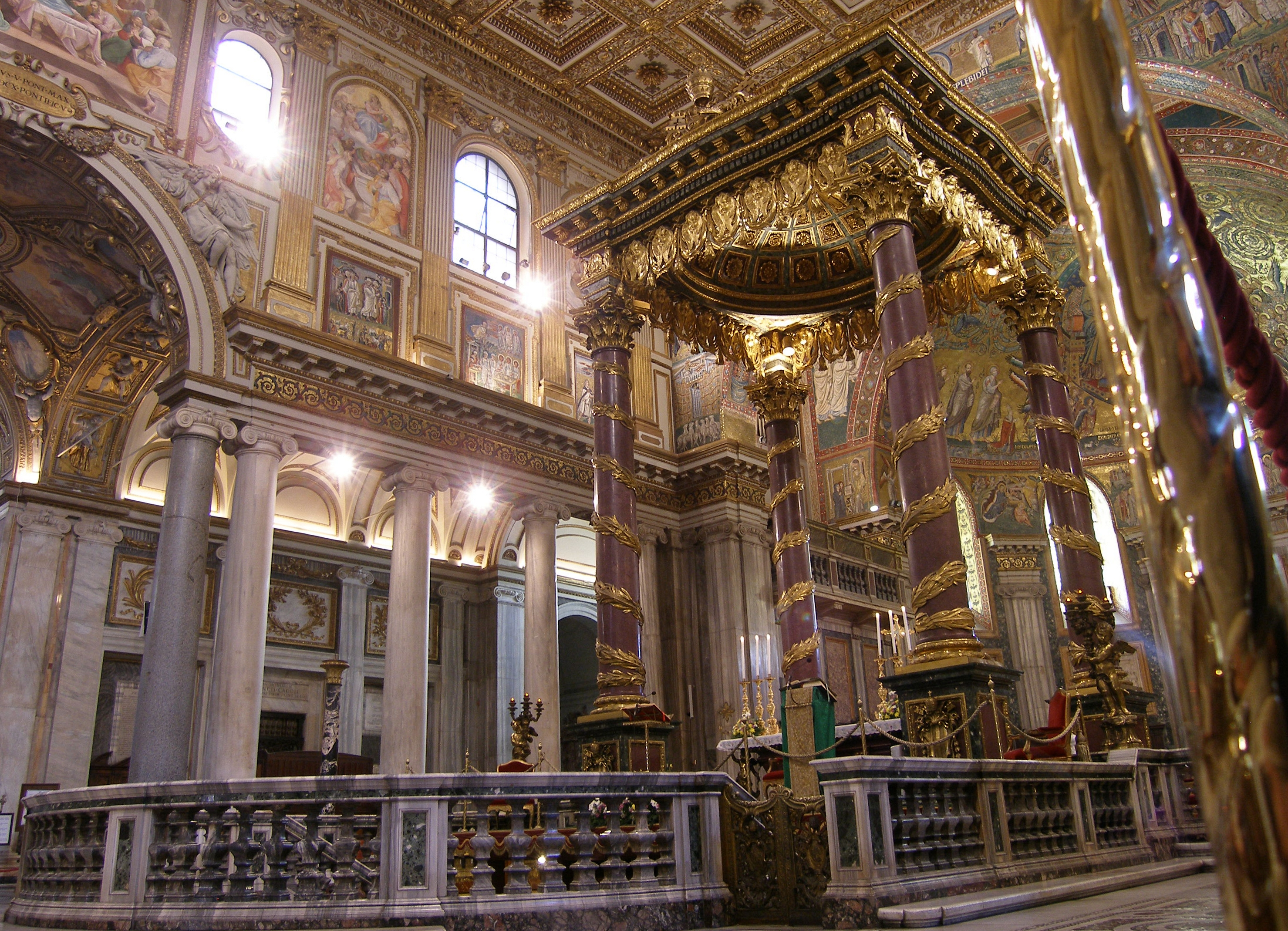
Papstaltar mit Baldachin
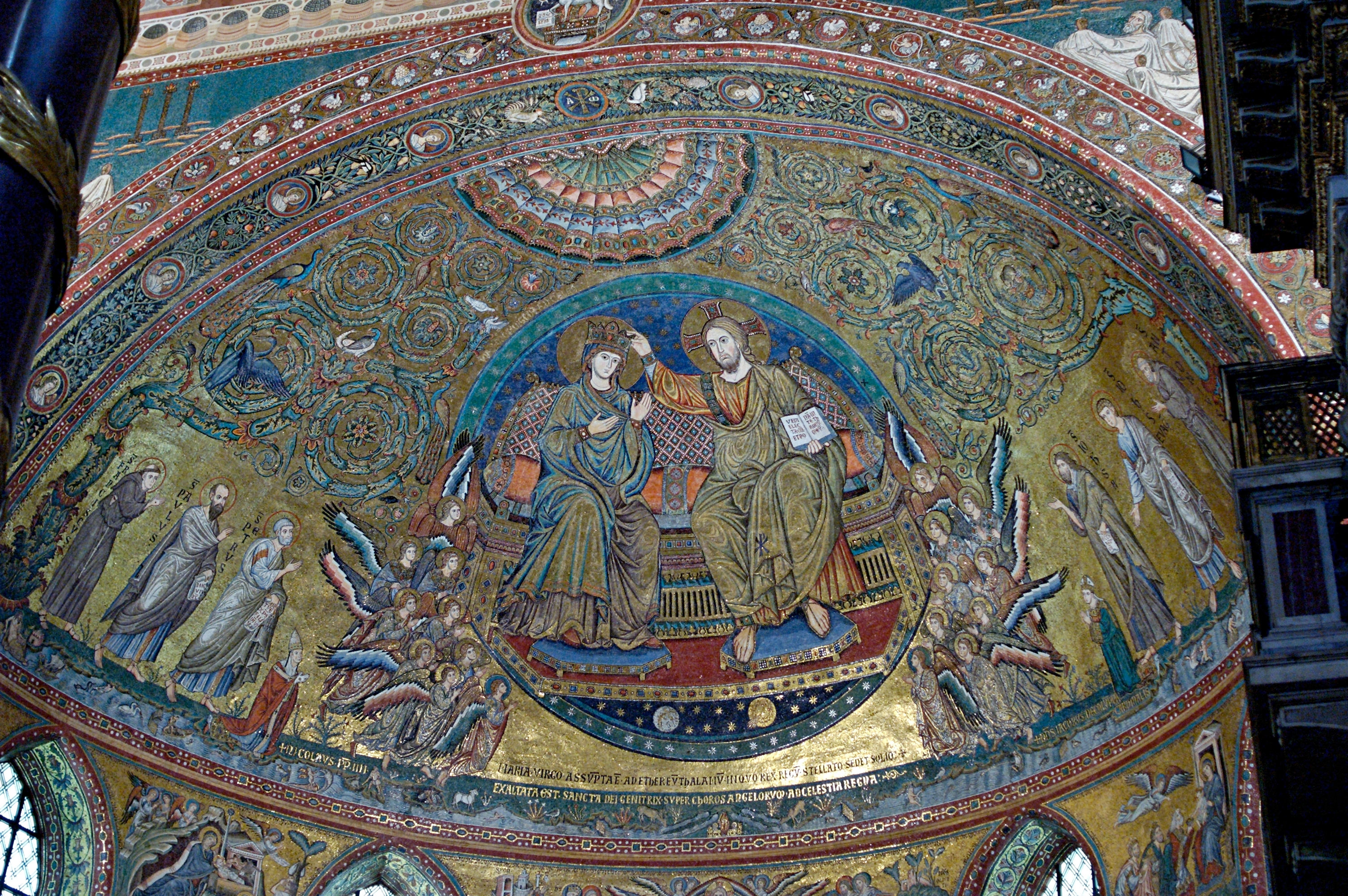
Mittelalterliches Apsismosaik von 1296
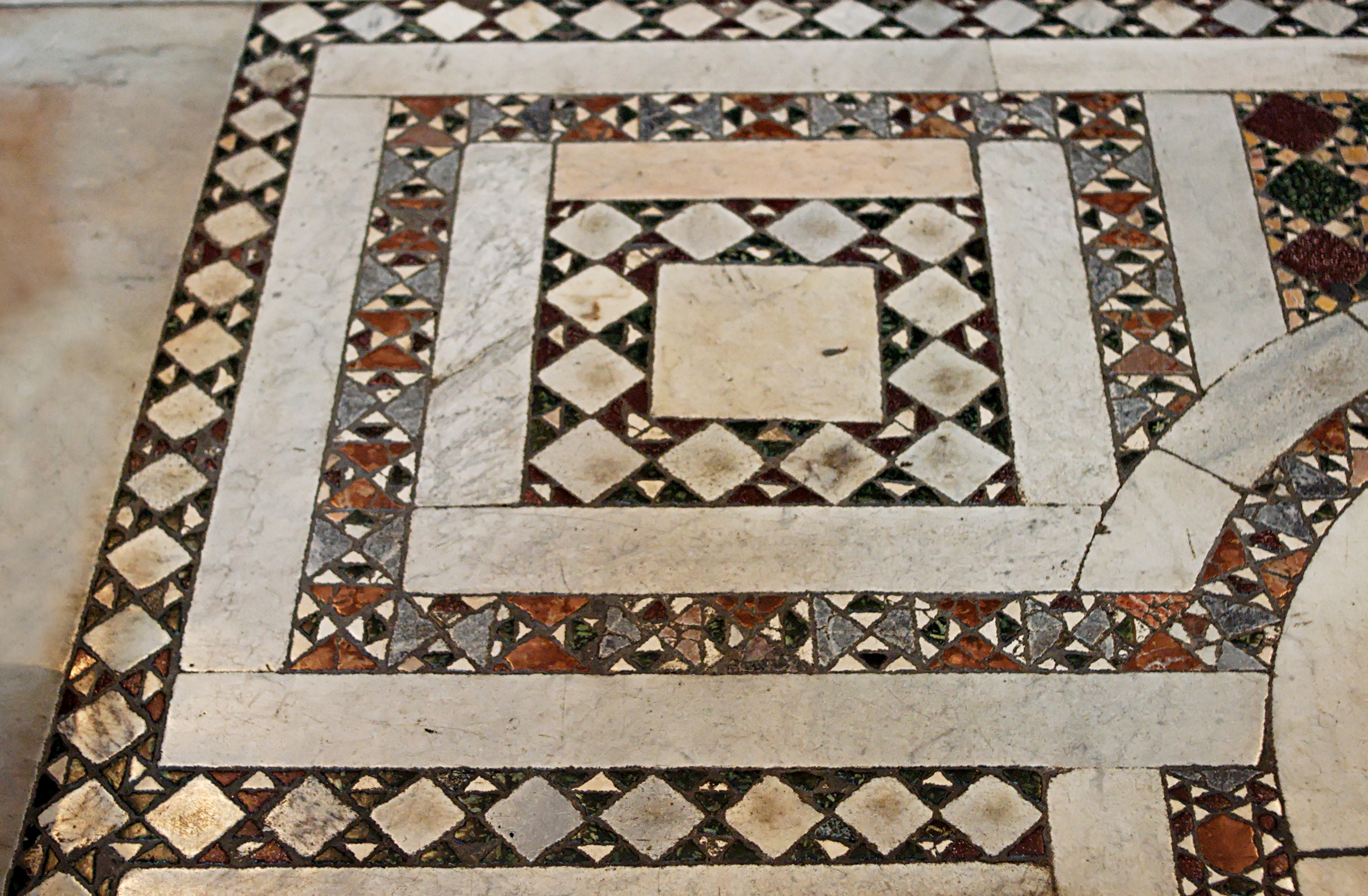
Cosmatenbodenmosaik
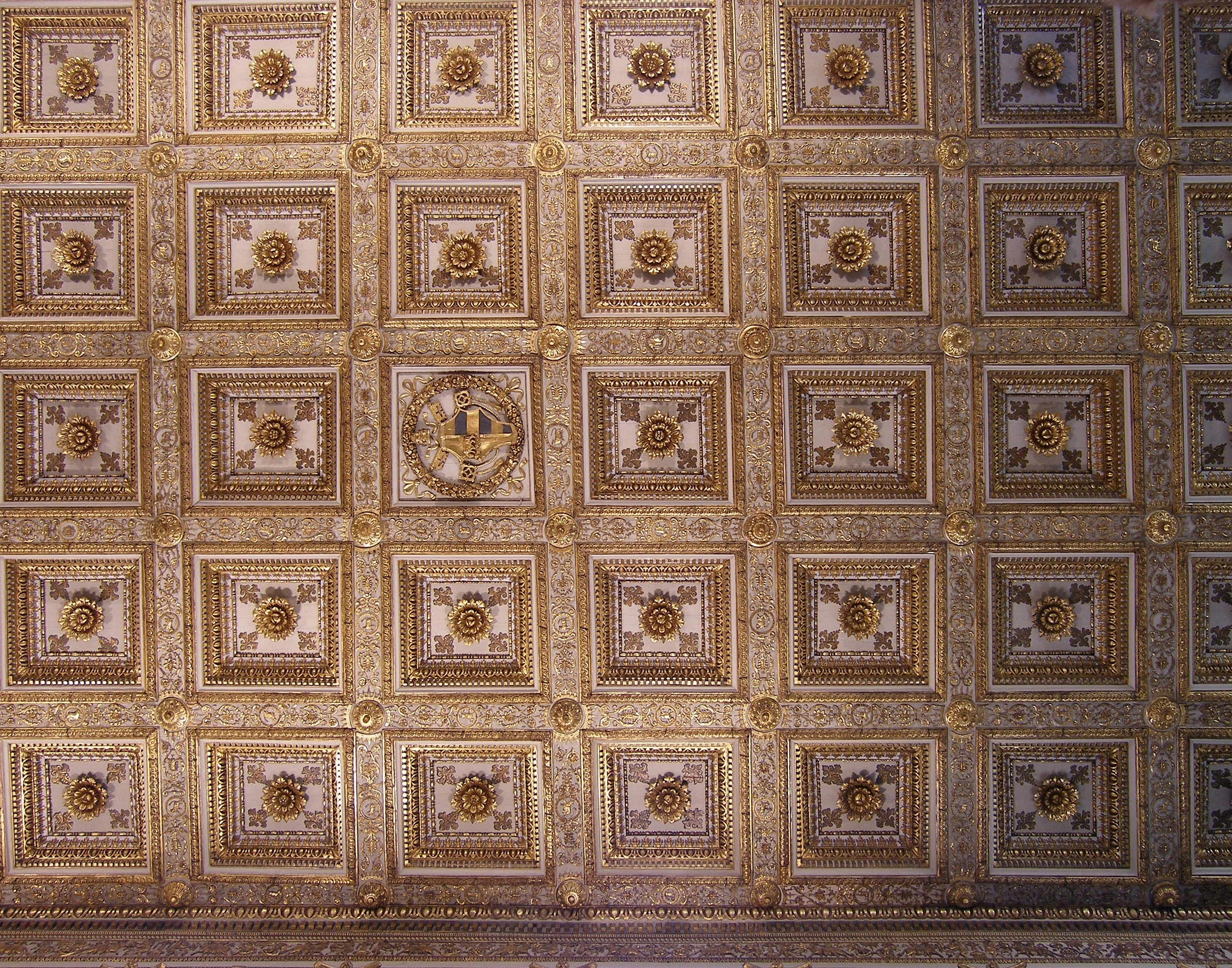
Kassettendecke der Basilika
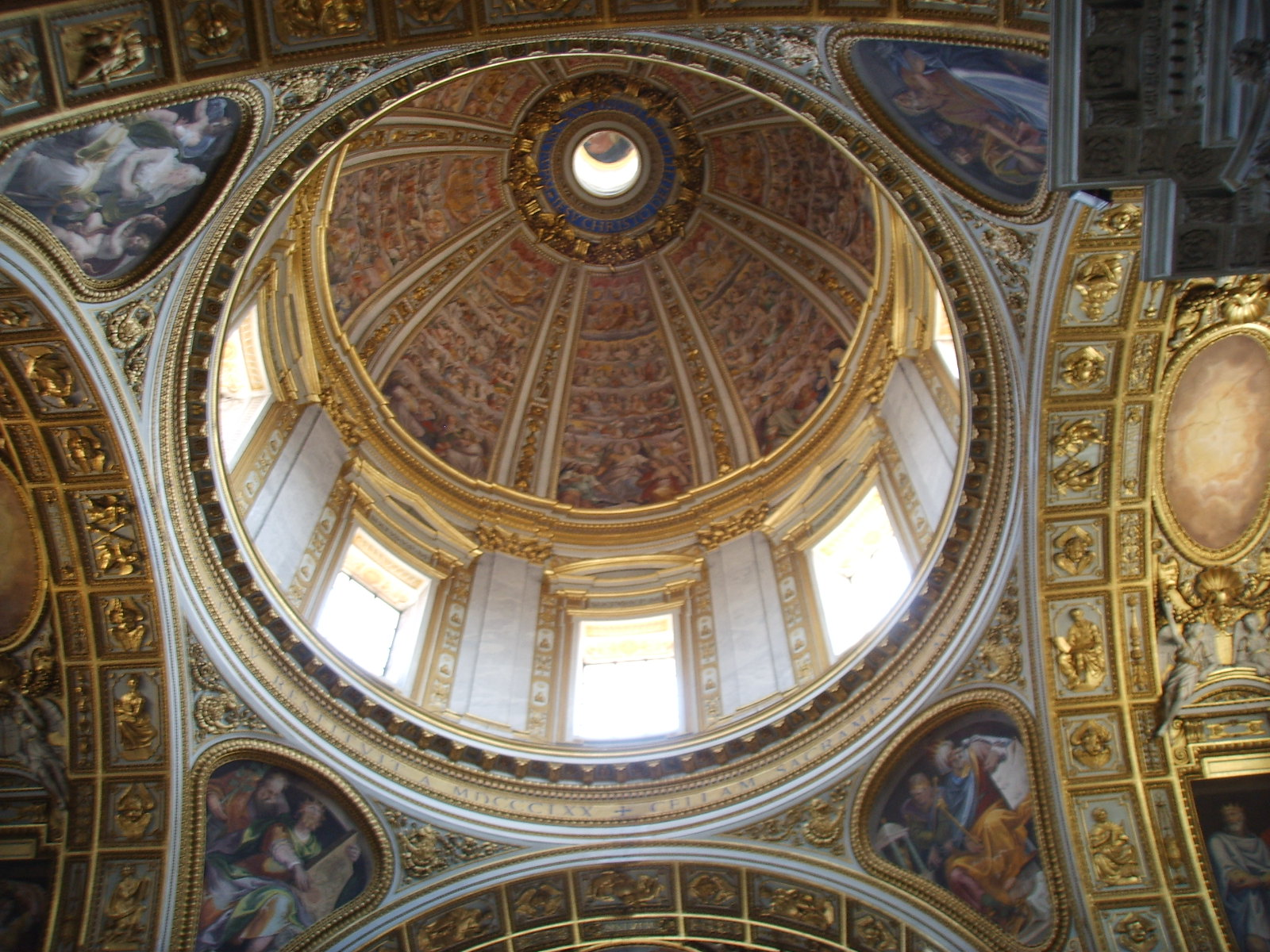
Kuppel der Cappella Sistina, um 1590
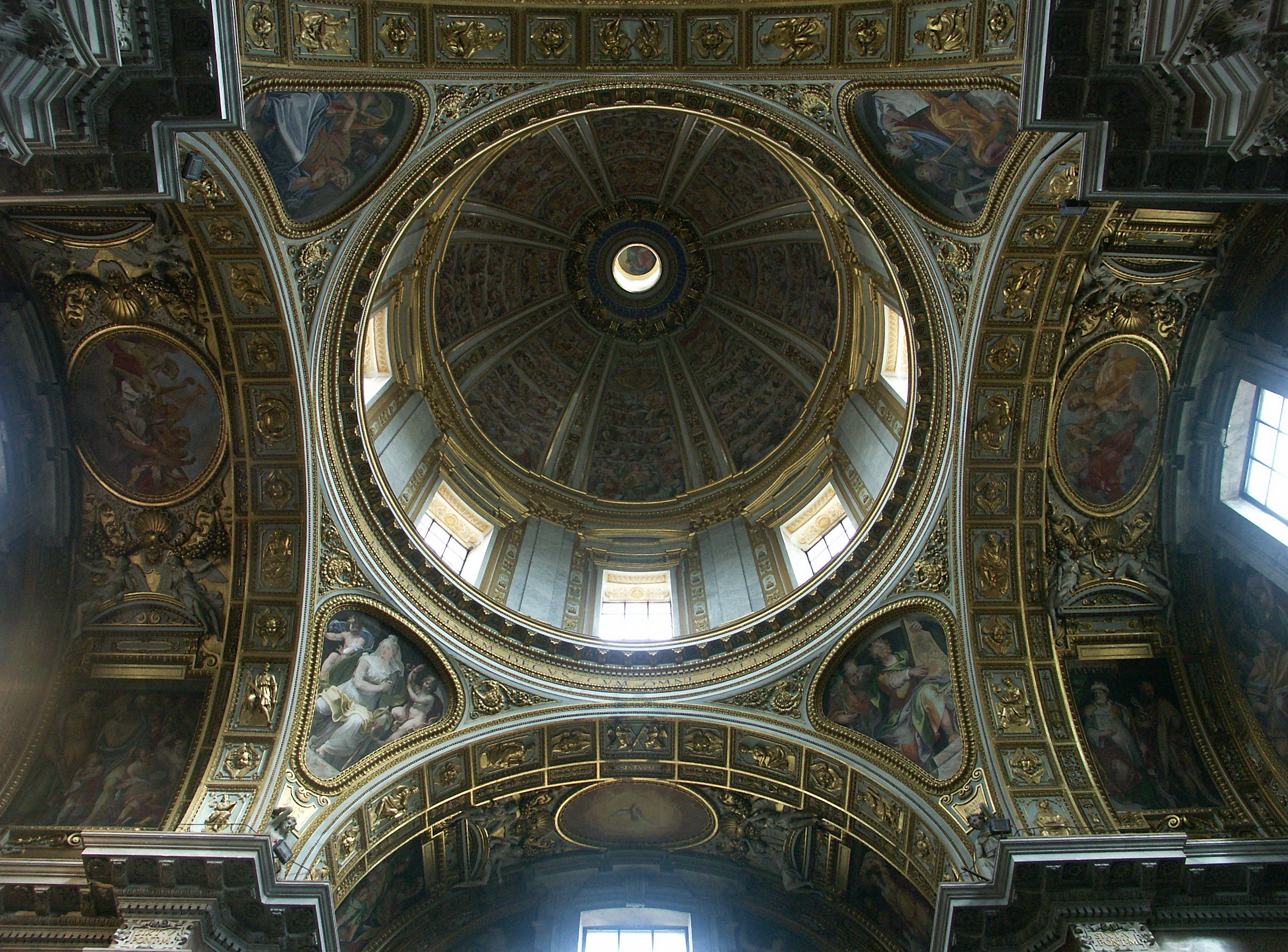
Kuppel der Cappella Paolina Borghesiana, um 1613
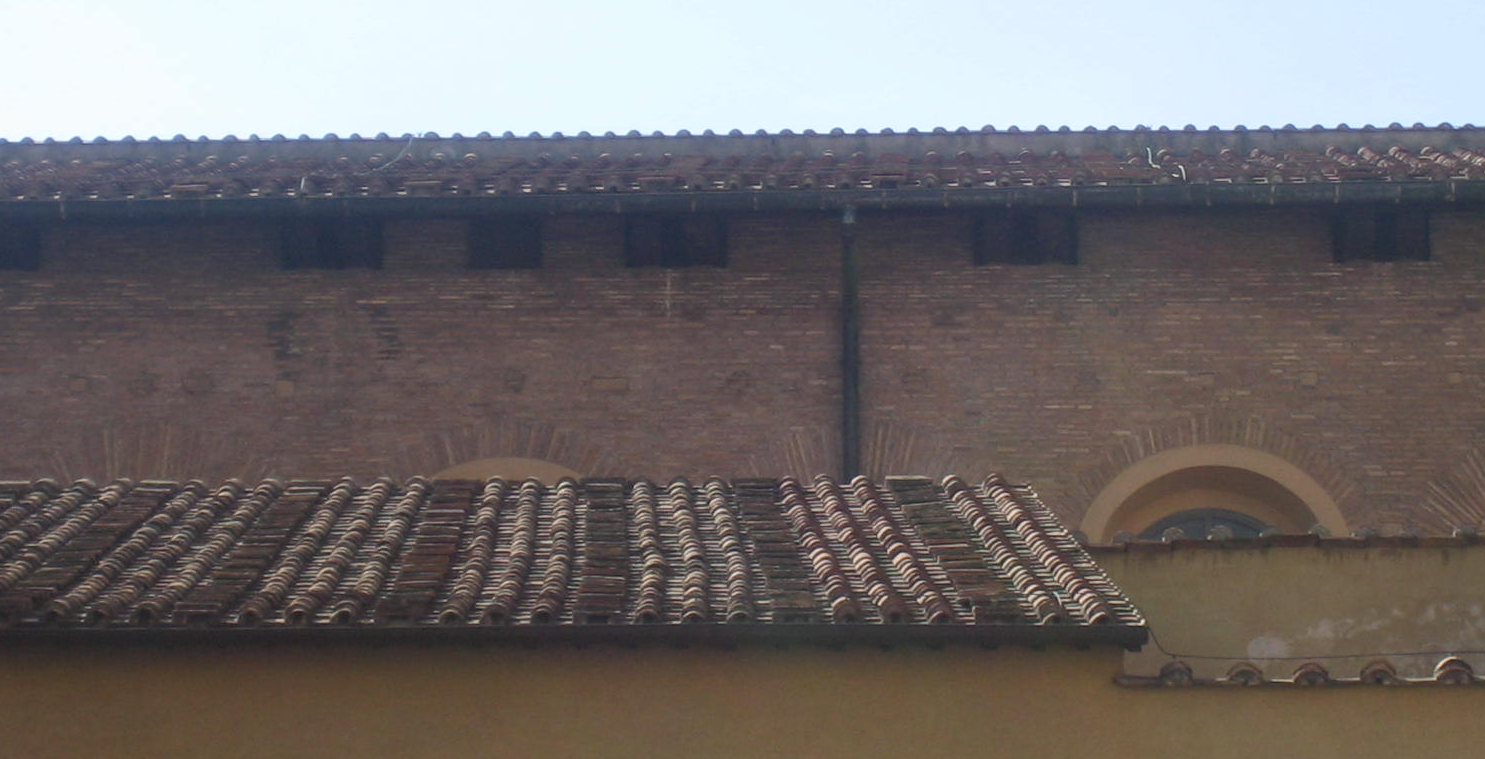
Reste des frühchristlichen Mauerwerks an der Außenwand
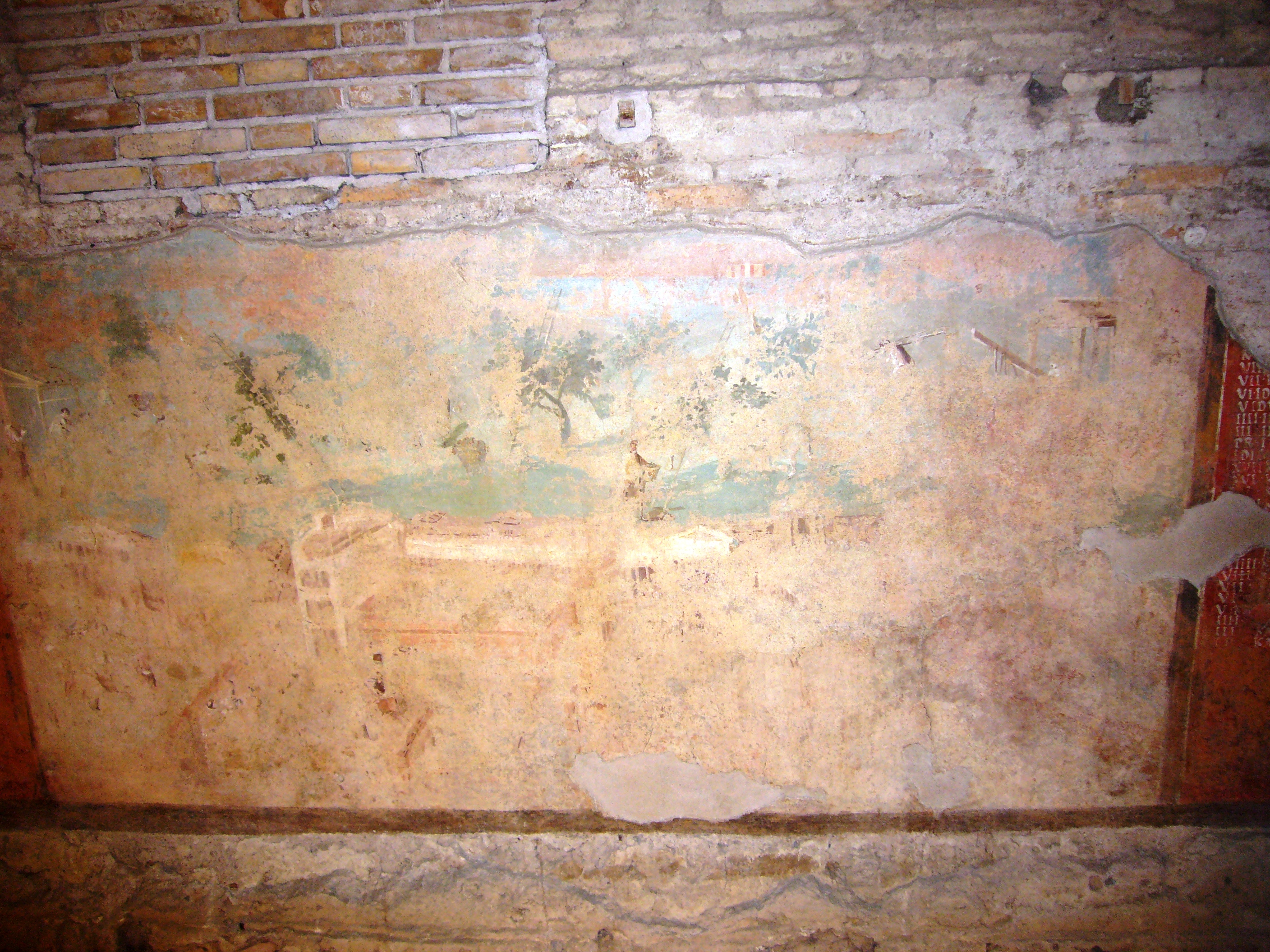
Antiker Kalender mit Bildern aus der Landwirtschaft